# Kia Rio
Kia Rio – samochód osobowy klasy subkompaktowej produkowany pod południowokoreańską marką Kia w latach 1999–2023.

## Pierwsza generacja

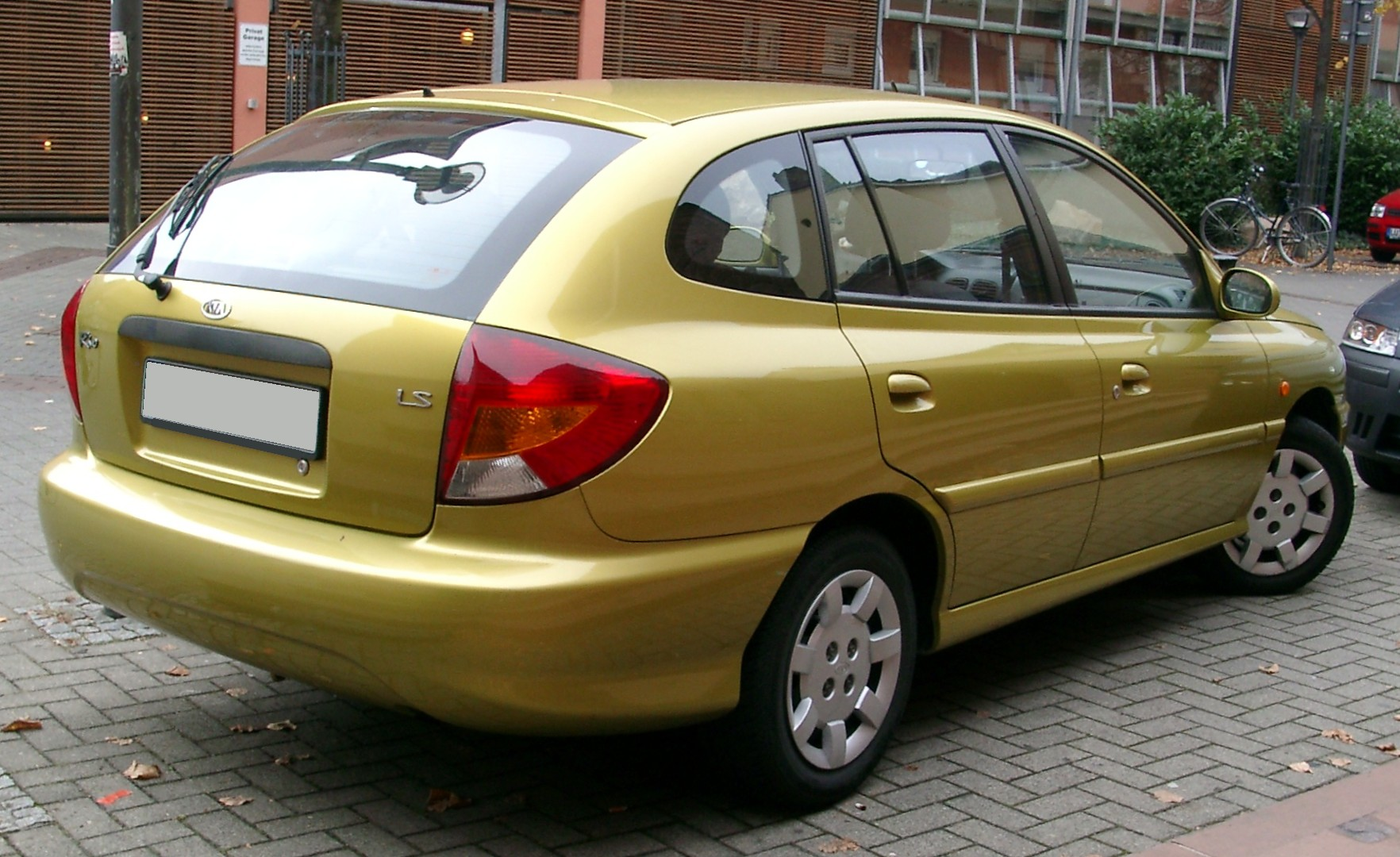
Kia Rio I – tył

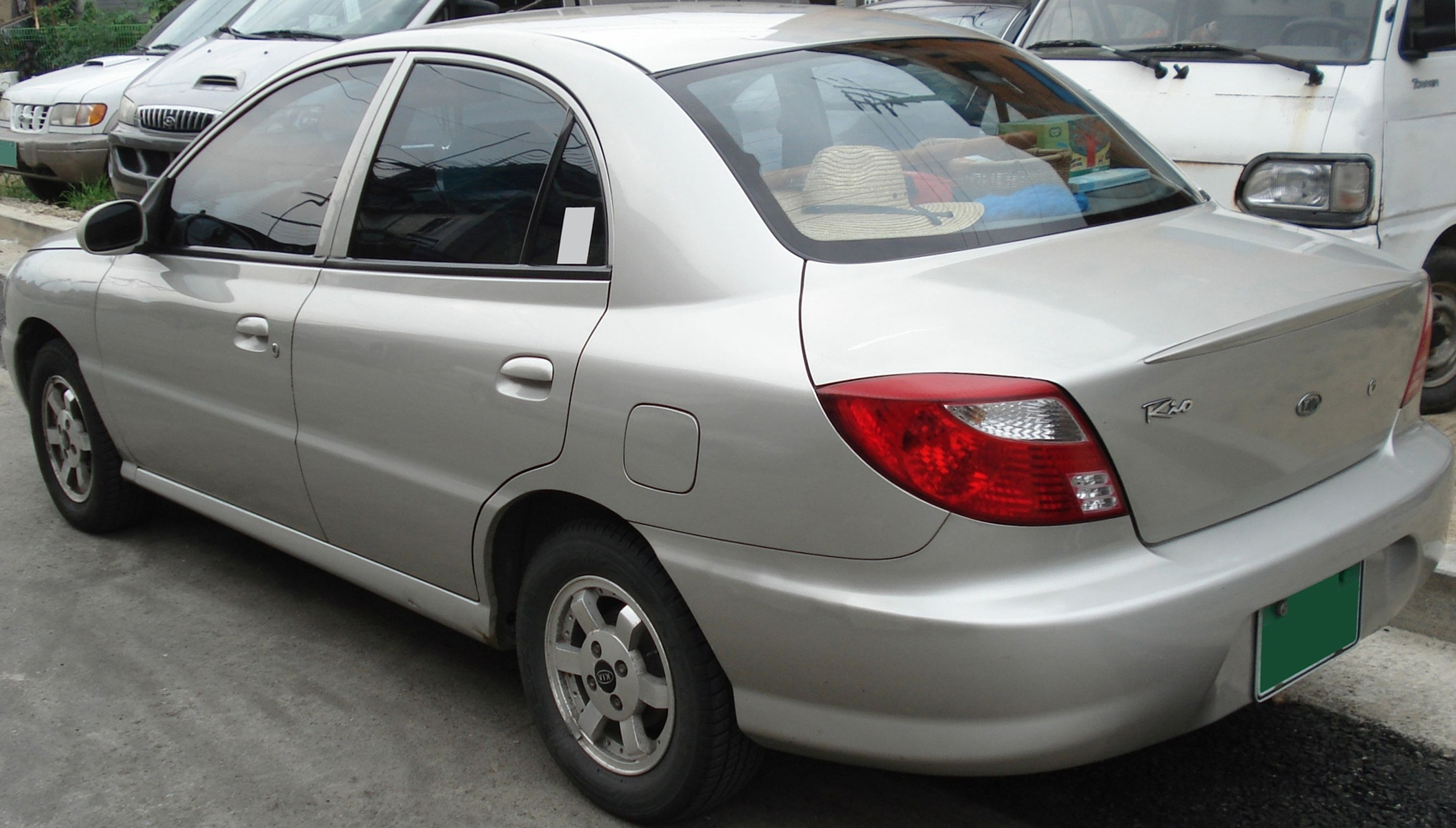
Kia Rio I Sedan

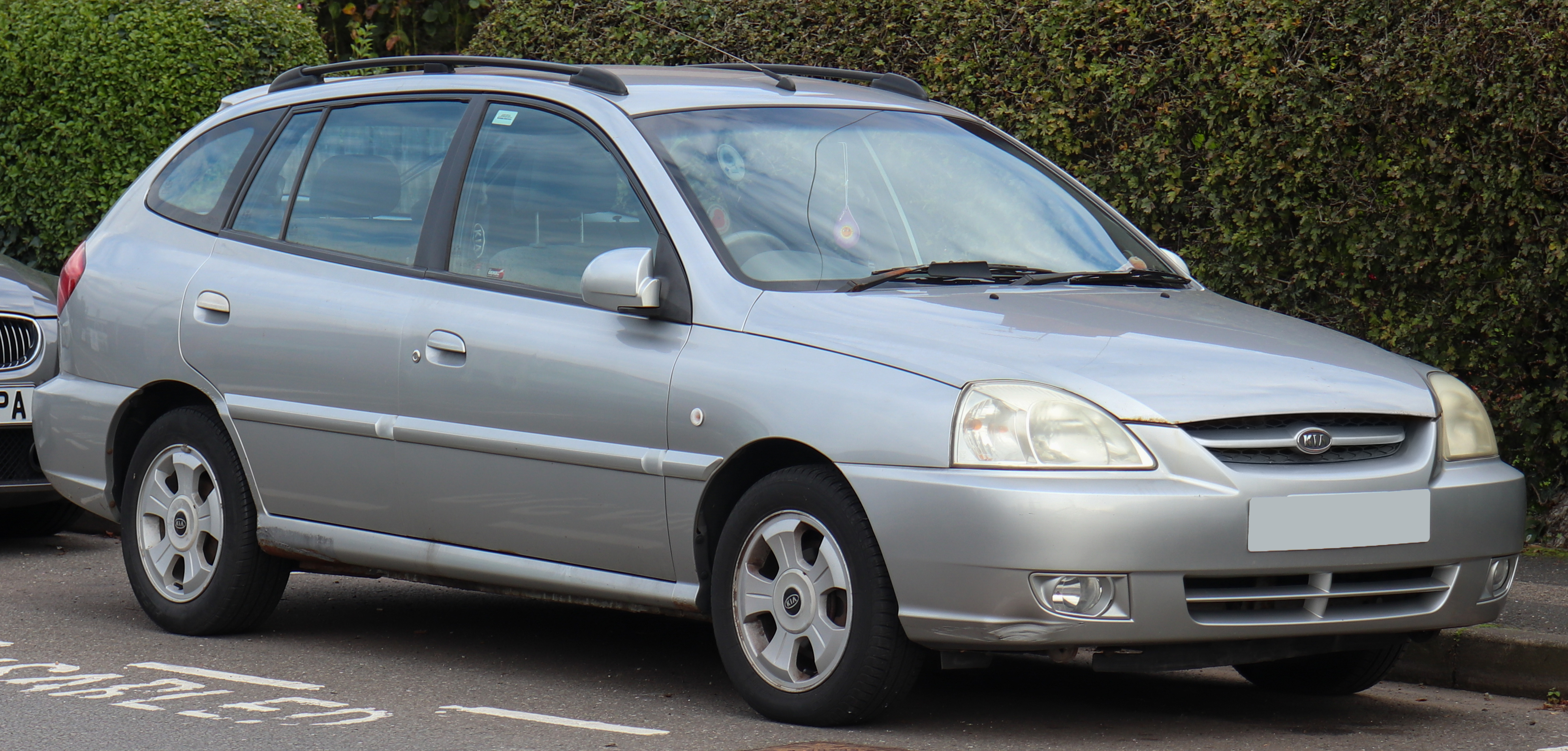
Kia Rio I po liftingu

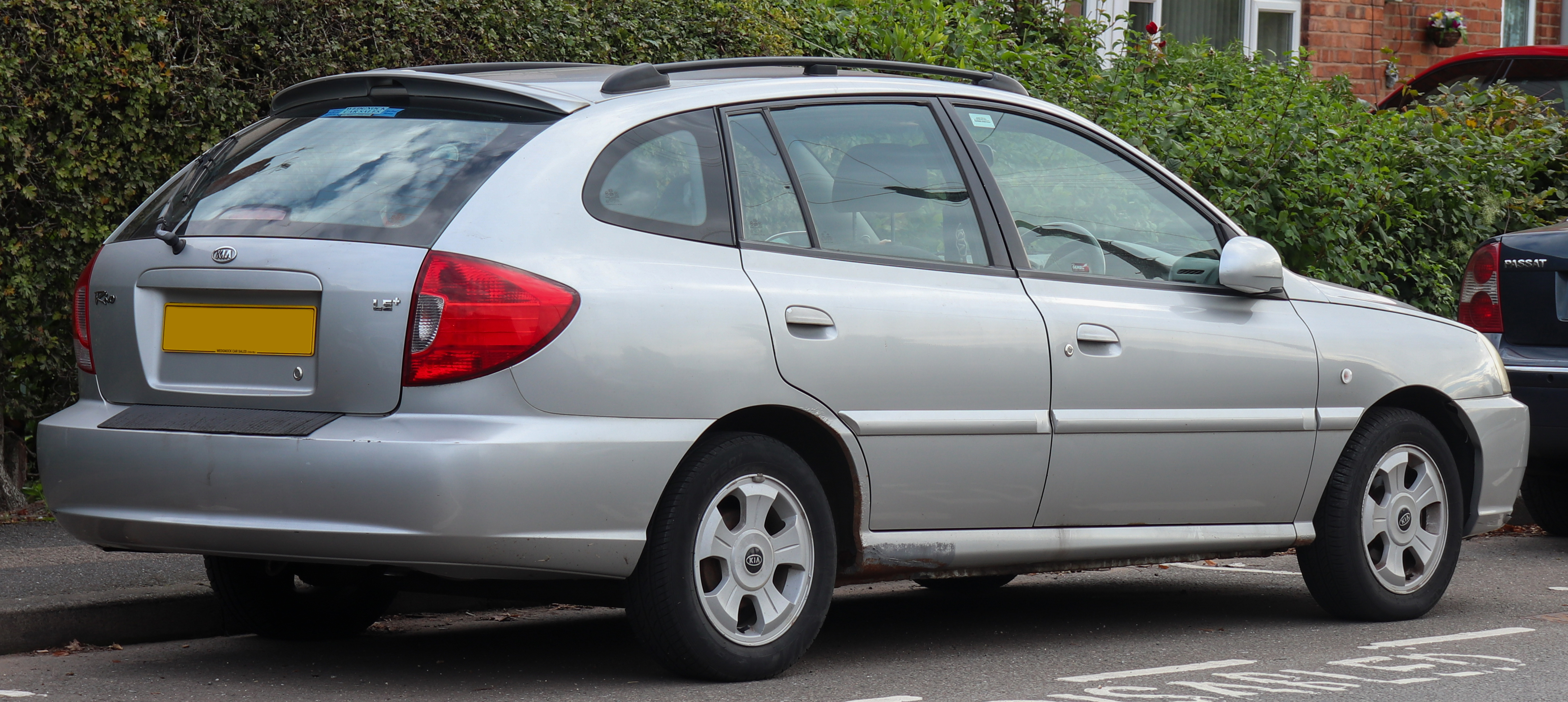
Kia Rio I – tył po liftingu

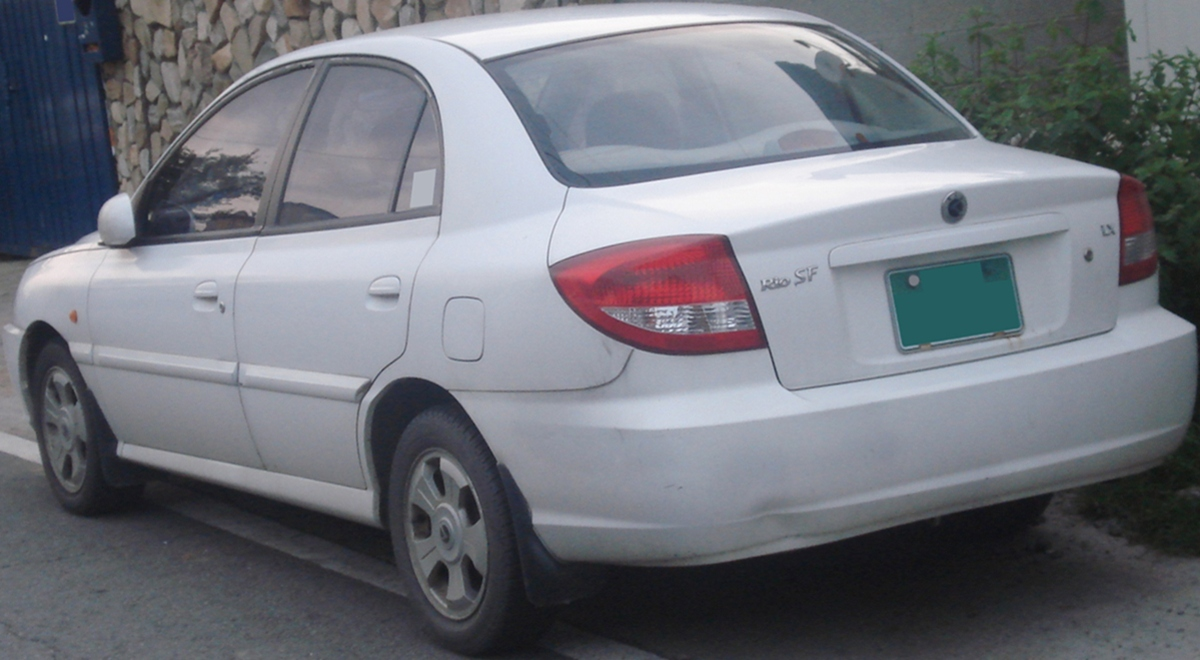
Kia Rio I Sedan po liftingu

Kia Rio I została zaprezentowana po raz pierwszy w 1999 roku.
Model Rio pojawił się w ofercie Kii jako wówczas najmniejszy i najtańszy model w globalnym portfolio producenta, plasujący się w gamie poniżej kompaktowej Sephii i Shumy. Jako następca hatchbacka Pride, w Korei Południowej samochód uplasował się dodatkowo nad budżetową Avellą i Deltą, a z czasem zastąpił również te modele.
Początkowo pojazd oferowany był wyłącznie jako 5-drzwiowe kombi, charakteryzujące się obłą sylwetką nadwozia. 2 lata po premierze, w 2001 Kia zdecydowała się poszerzyć gamę nadwoziową także o 4-drzwiowego sedana. Zarówno wariant 5, jak i 4-drzwiowy oferował taką samą pojemność bagażnika przy jedynie zróżnicowanej łatwości dostępu do jego przestrzeni z racji ukształtowania nadwozia.

### Lifting
W 2002 roku Kia Rio pierwszej generacji przeszła obszerną restylizację, która przyniosła zmiany zarówno w wyglądzie nadwozia, jak i wyposażeniu standardowym oraz wystroju kabiny pasażerskiej.
Pas przedni zyskał znacznie większe, bardziej kanciaste reflektory z dwubarwnymi kloszami, a także większą atrapę chłodnicy przedzieloną poprzeczką w kolorze nadwozia. W przypadku wariantu 5-drzwiowego, zmianie uległ układ żarówek i barwa klosza, z kolei wariant 4-drzwiowy przeszedł głębsze modyfikacje. Miejsce na tablicę rejestracyjną przeniesiono na klapę bagażnika, a lampy zyskały zmodyfikowany kształt.
Ponadto, Kia Rio I po restylizacji zyskała przeprojektowany kokpit, który dopracowano pod kątem jakości wykonania i rozplanowania przyrządów umieszczonych w konsoli centralnej.

### Wyposażenie
W zależności od wersji wyposażeniowej, auto mogło być wyposażone m.in. w system ABS, poduszki powietrzne, elektryczne sterowanie szyb, elektryczne sterowanie lusterek, światła przeciwmgłowe oraz klimatyzację.

### Silniki
- R4 1.3l 75 KM
- R4 1.3l 82 KM
- R4 1.5l 16V 97 KM
- R4 1.6l 16V 112 KM
- R4 1.5l CRDi 110 KM

## Druga generacja

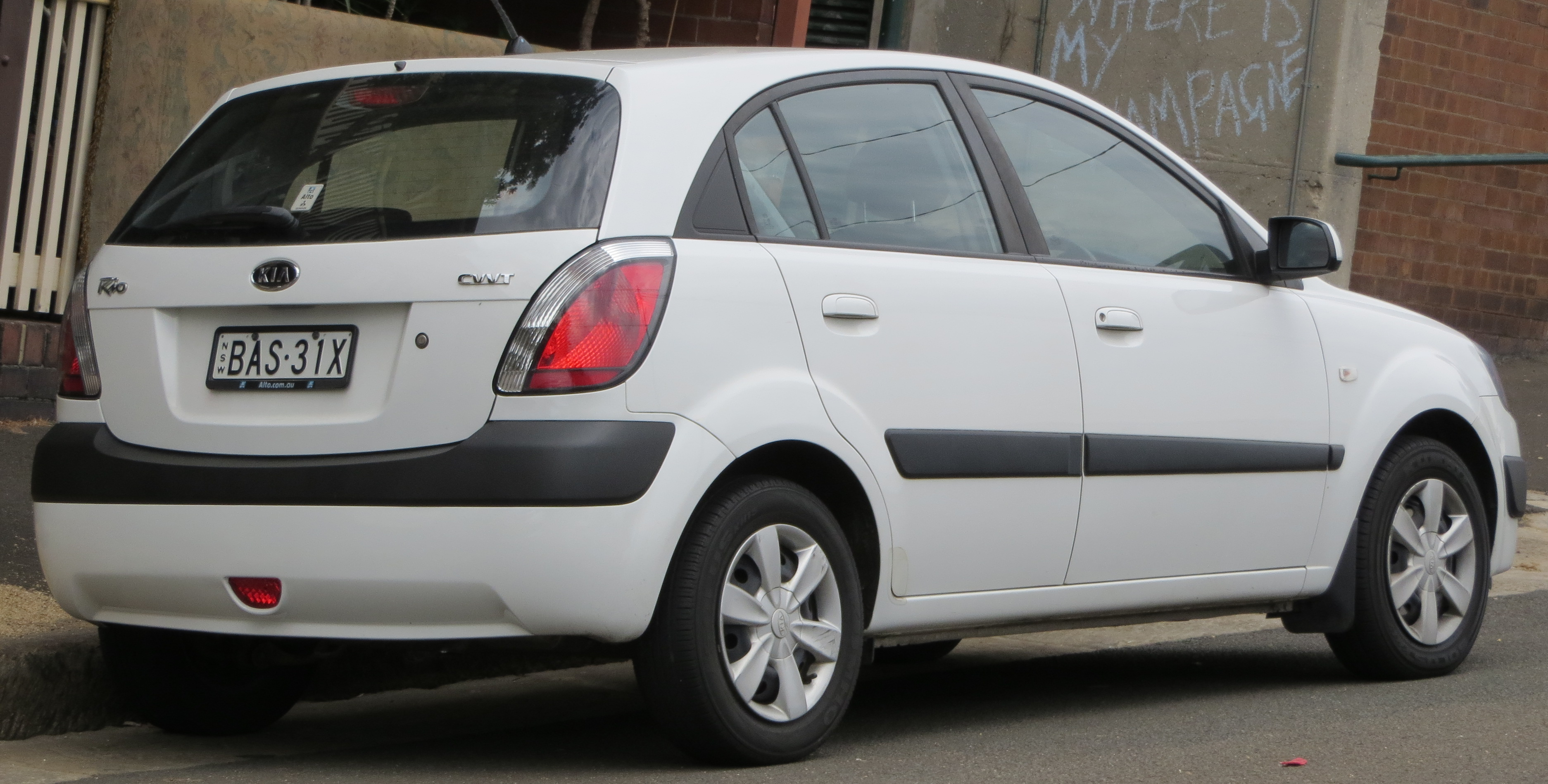
Kia Rio II – tył

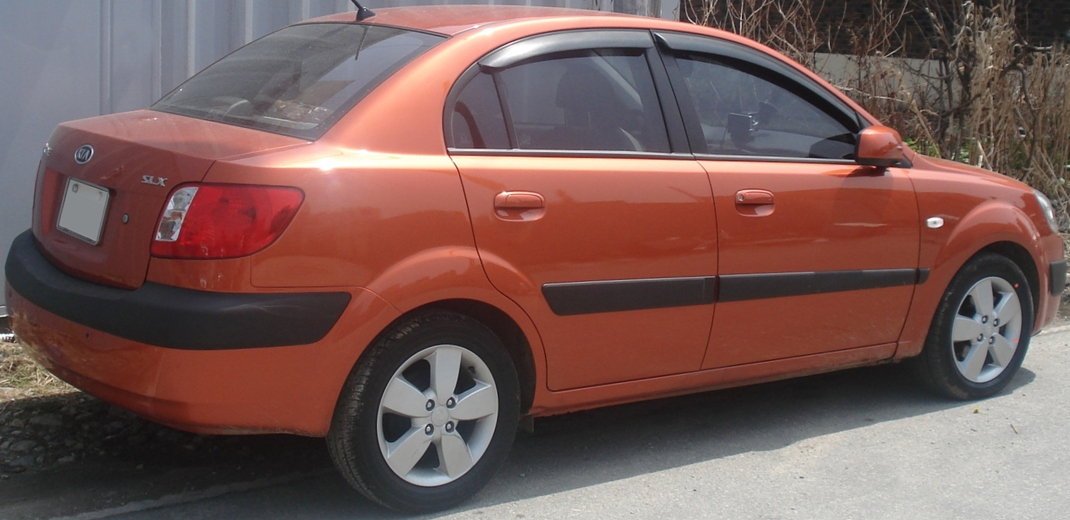
południowokoreańska Kia Pride Sedan

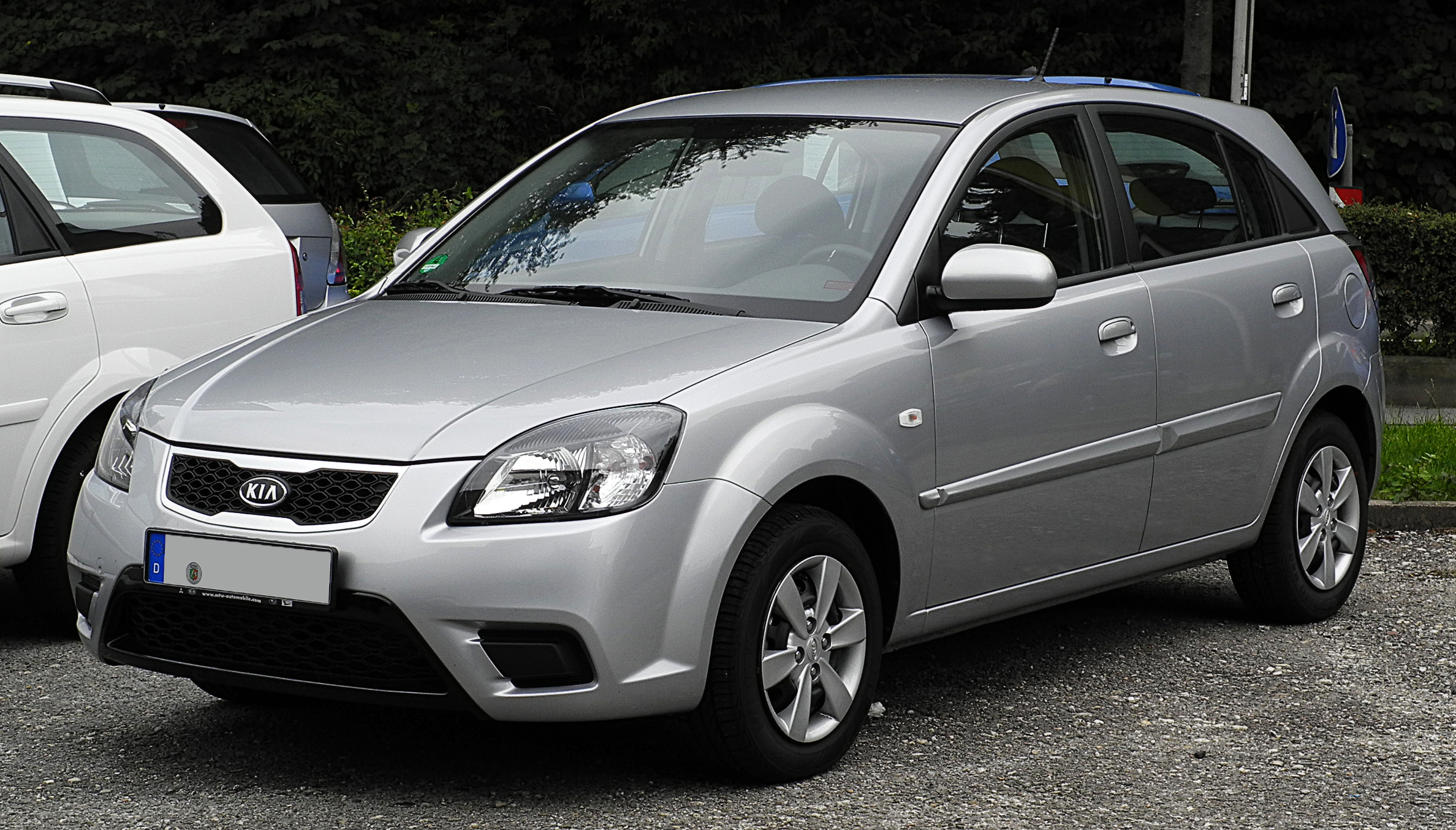
Kia Rio II po liftingu

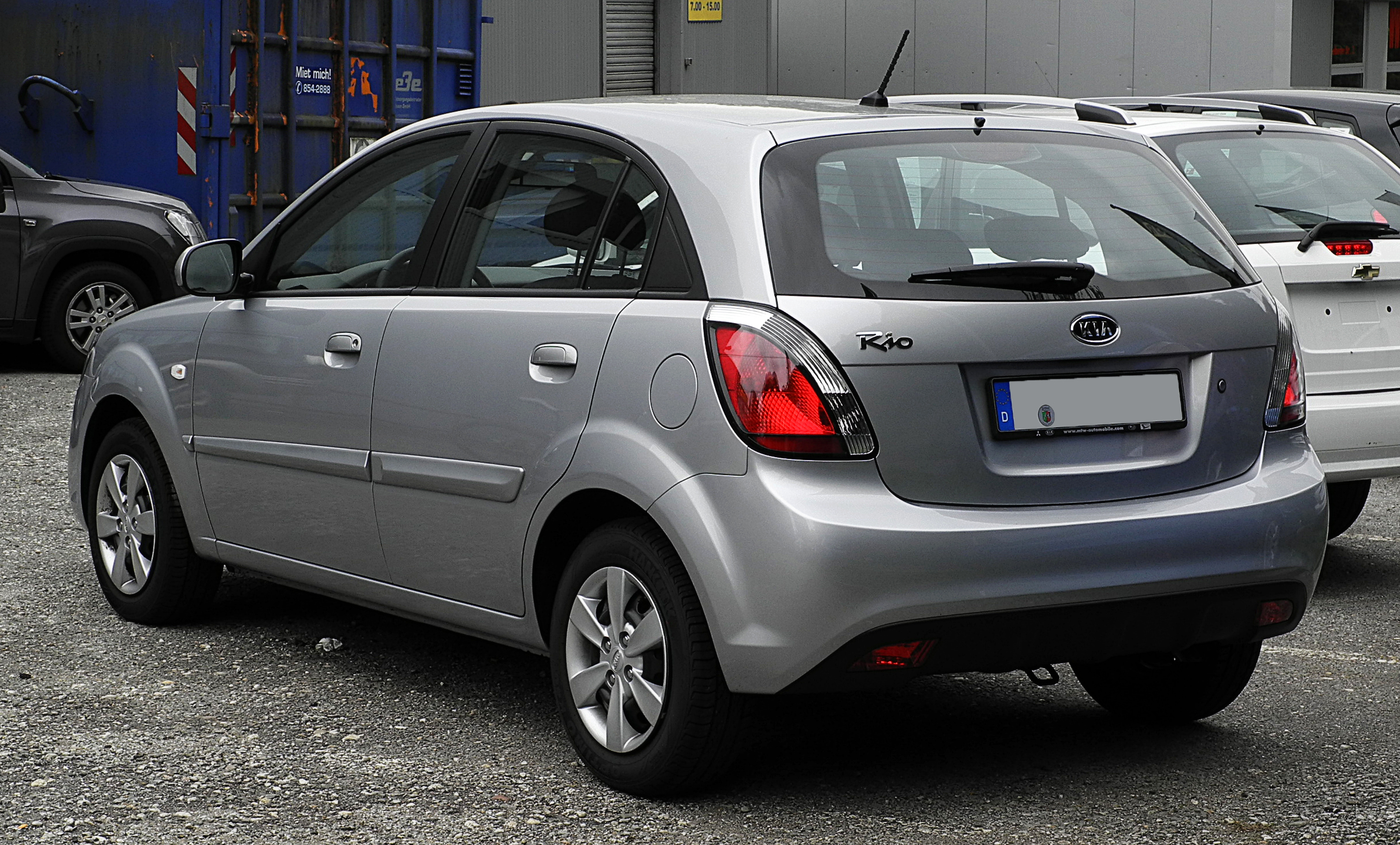
Kia Rio II – tył po liftingu

Kia Rio II została zaprezentowana po raz pierwszy w 2005 roku.
Druga generacja Rio całkowicie zerwała z koncepcją poprzednika, przyjmując proporcje i formułę klasycznego samochodu klasy miejskiej. Samochód opracowano w ramach ścisłego partnerstwa z bratnim Hyundaiem jako bliźniacza konstrukcja wobec równolegle debiutującej kolejnej generacji modelu Accent.
W przeciwieństwie do poprzednika, gama nadwoziowa oprócz 4-drzwiowego sedana składała się już nie z 5-drzwiowego kombi, lecz krótszego hatchbacka. Oprócz charakterystycznej, zwróconej ku kierowcy konsoli centralnej deski rozdzielczej, charakterystyczną cechą kabiny pasażerskiej była standardowa jasnobeżowa barwa materiałów wykończeniowych.

### Lifting
W sierpniu 2009 roku Kia Rio drugiej generacji przeszła obszerną restylizację nadwozia, która przyniosła szereg zmian głównie w zakresie wizualnym. Wkłady reflektorów otrzymały ciemną barwę, zderzaki zyskały charakterystyczny trapezoidalny akcent, z kolei atrapa chłodnicy otrzymała charakterystyczny dla nowszych modeli wzór tygrysiego nosa. W kabinie pasażerskiej pojawiło się z kolei nowe koło kierownicy zaadaptowane z przedstawionego rok wcześniej crossovera Soul.

### Sprzedaż
Z racji nie spełniającej oczekiwań producenta sprzedaży na rodzimym rynku Korei Południowej, druga generacja Rio otrzymała tam stosowaną już w latach 1987–2000 nazwę Kia Pride. Dodatkowo, oprócz cywilnego wariantu na rynku kolumbijskim oferowano także skierowany dla taksówkarzy m.in. ze standardowym żółtym malowaniem pod nazwą Kia Sephia Taxi.

### Wersje wyposażeniowe
- Family
- Comfort
- Comfort Plus
- Optimum
- Salsa

Podstawowa wersja Family wyposażona była standardowo m.in. w dwie poduszki gazowe, obrotomierz, zamek centralny, elektryczne sterowanie szyb przednich oraz dzieloną i składaną tylną kanapę. Bogatsza wersja Comfort dodatkowo wyposażona była m.in. w system ABS oraz podgrzewanie i elektryczne sterowanie lusterek. Wersja Comfort Plus zamiast ABS wyposażona jest w klimatyzację. Najbogatsza wersja Optimum posiada zarówno ABS, jak i klimatyzację.
Opcjonalnie auto wyposażone mogło być także m.in. w klimatyzację automatyczną, ESP, wielofunkcyjną kierownicę, światła przeciwmgłowe, podgrzewane fotele przednie, radio z bluetooth, felgi aluminiowe, radio z bluetooth oraz tempomat (tylko wersja USA).

### Silniki
- R4 1.4l 16V 97 KM
- R4 1.6l 16V 112 KM
- R4 1.5l CRDi 110 KM

## Trzecia generacja

### Wersja globalna

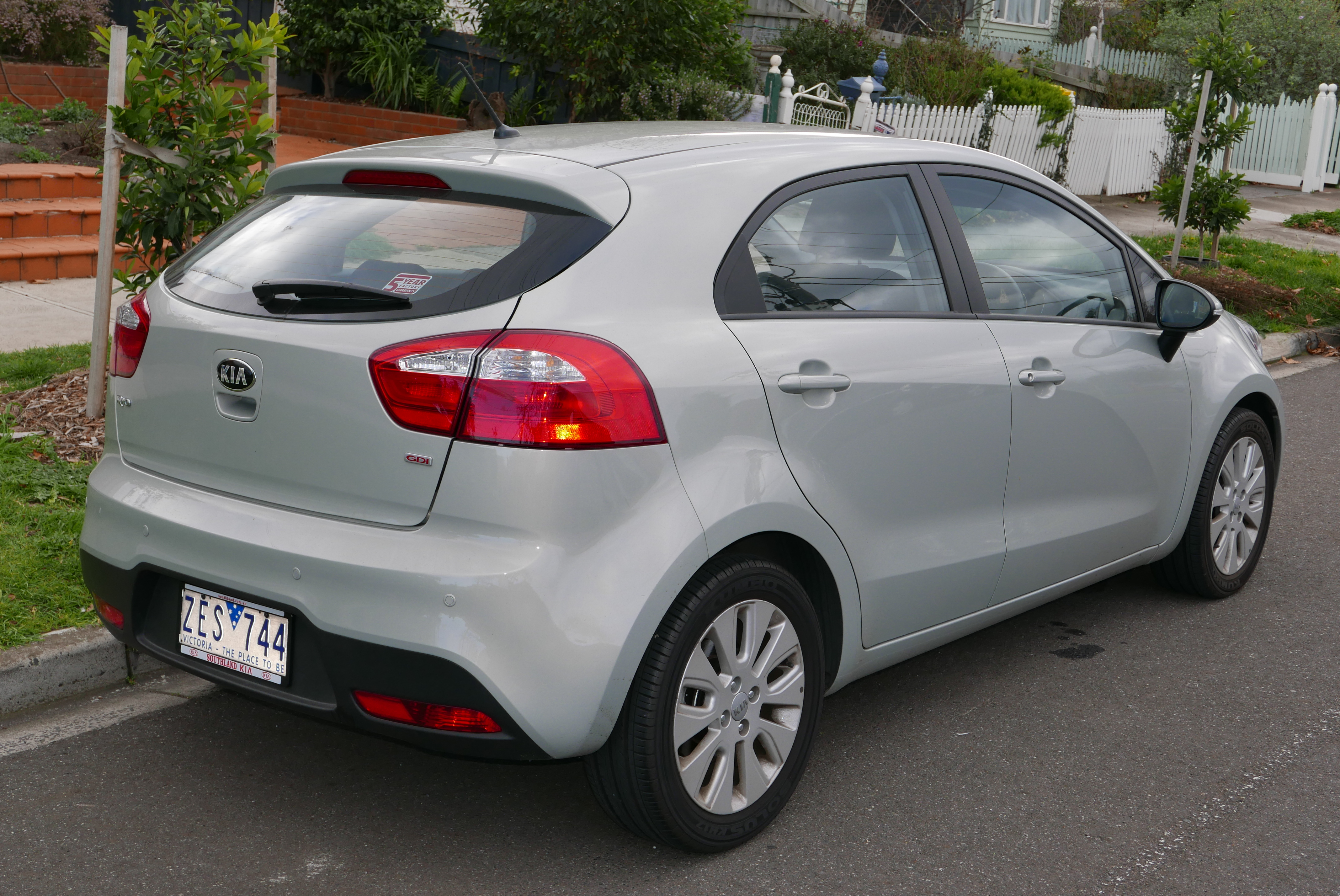
Kia Rio III – tył

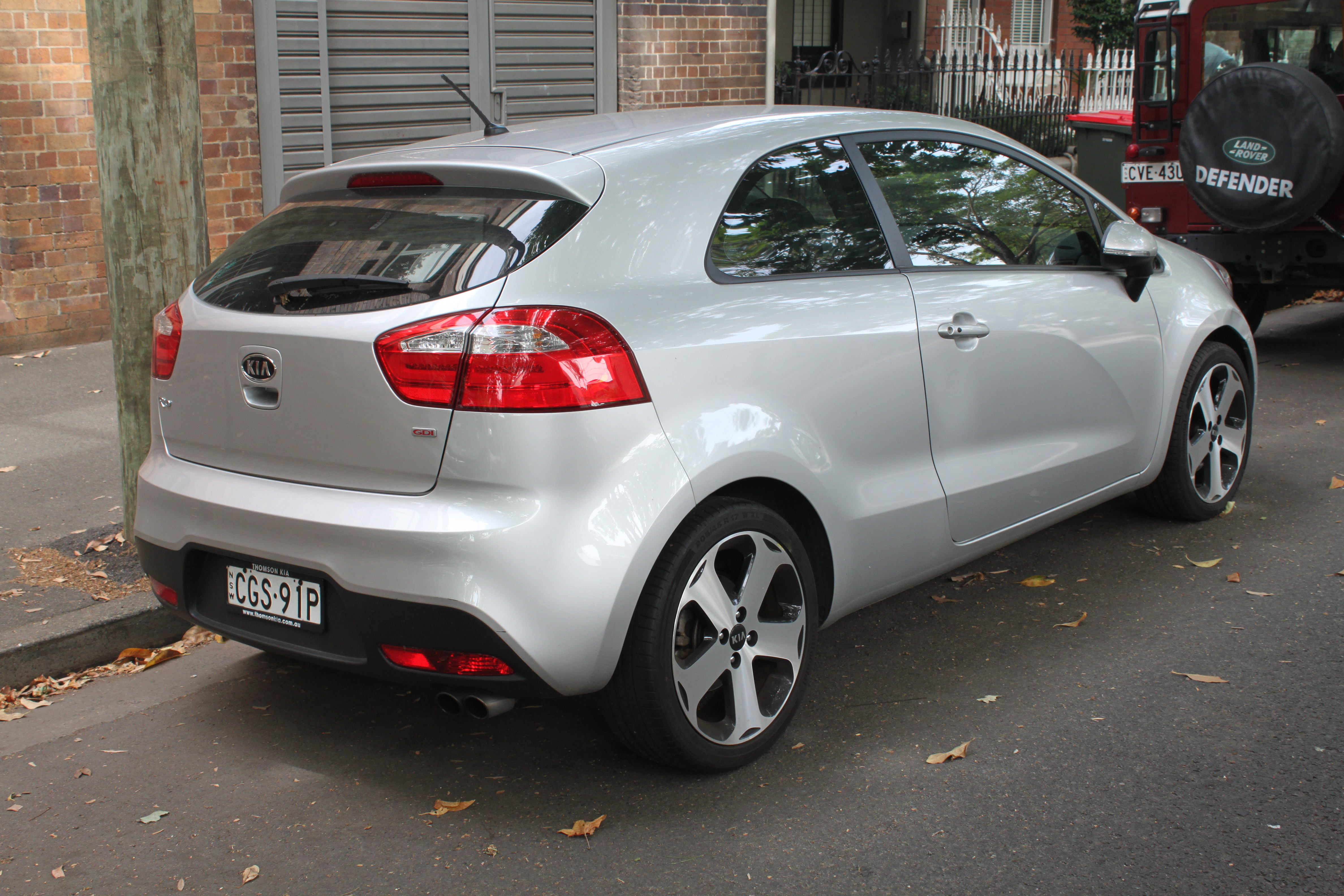
Kia Rio III 3D

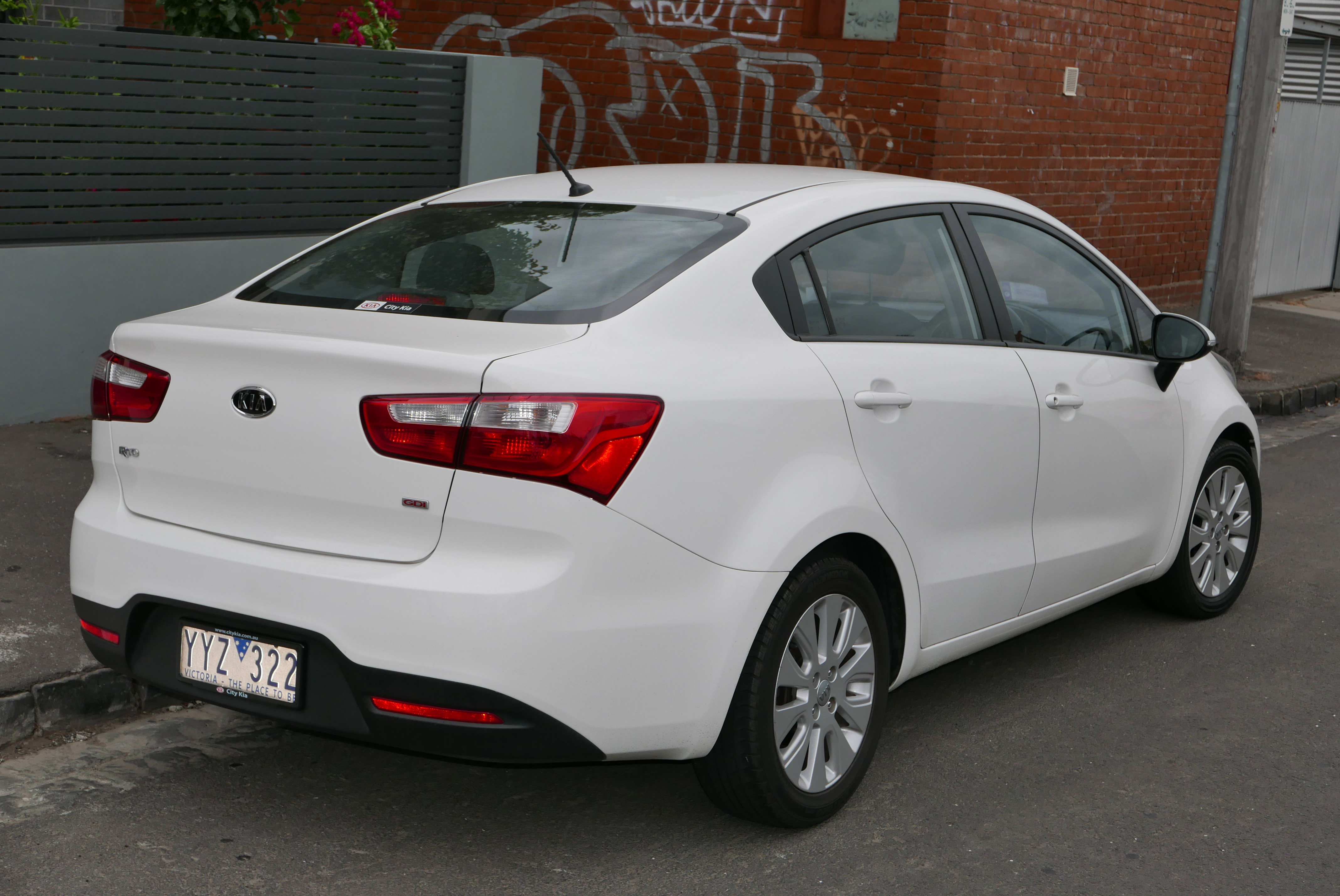
Kia Rio III Sedan

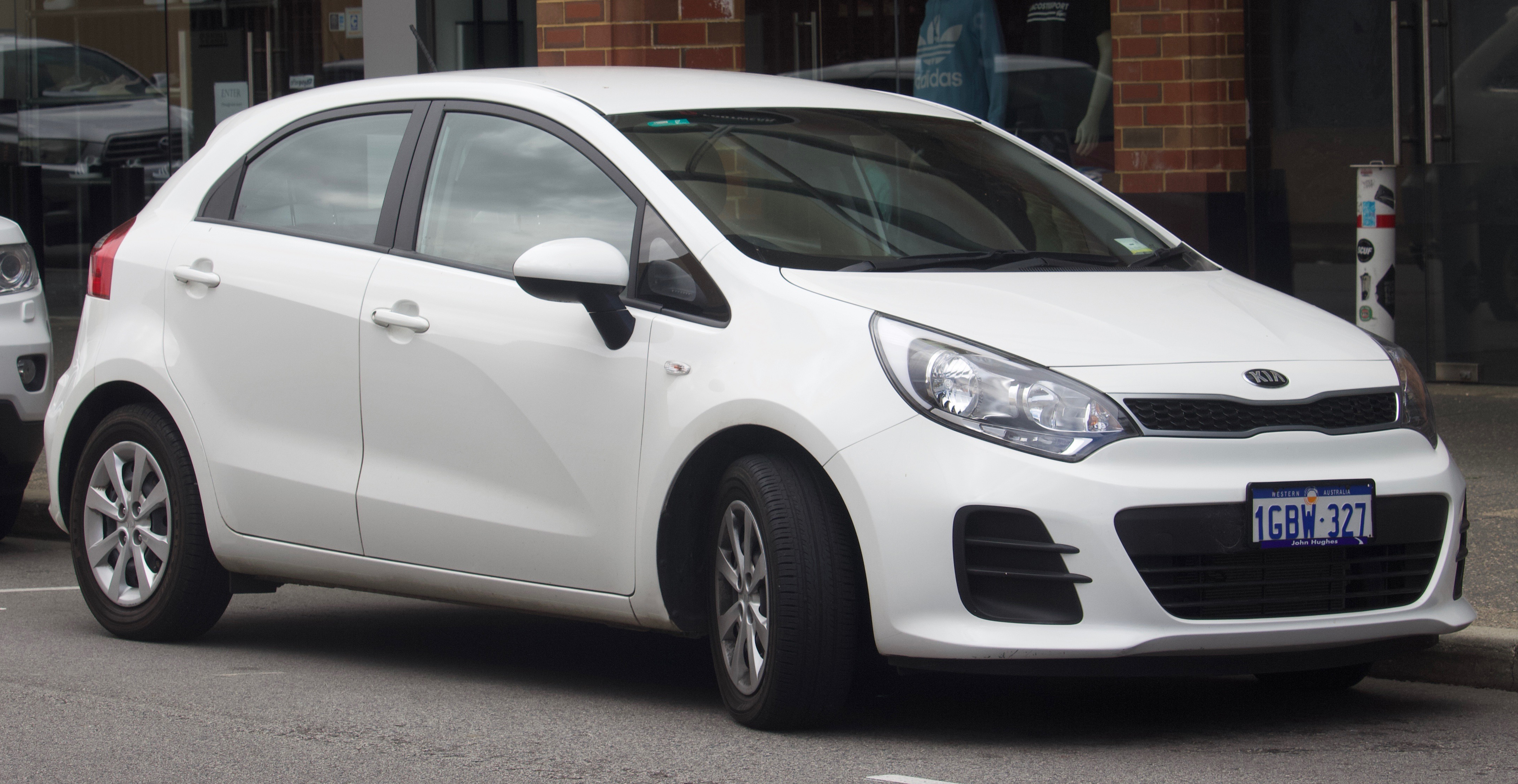
Kia Rio III po liftingu

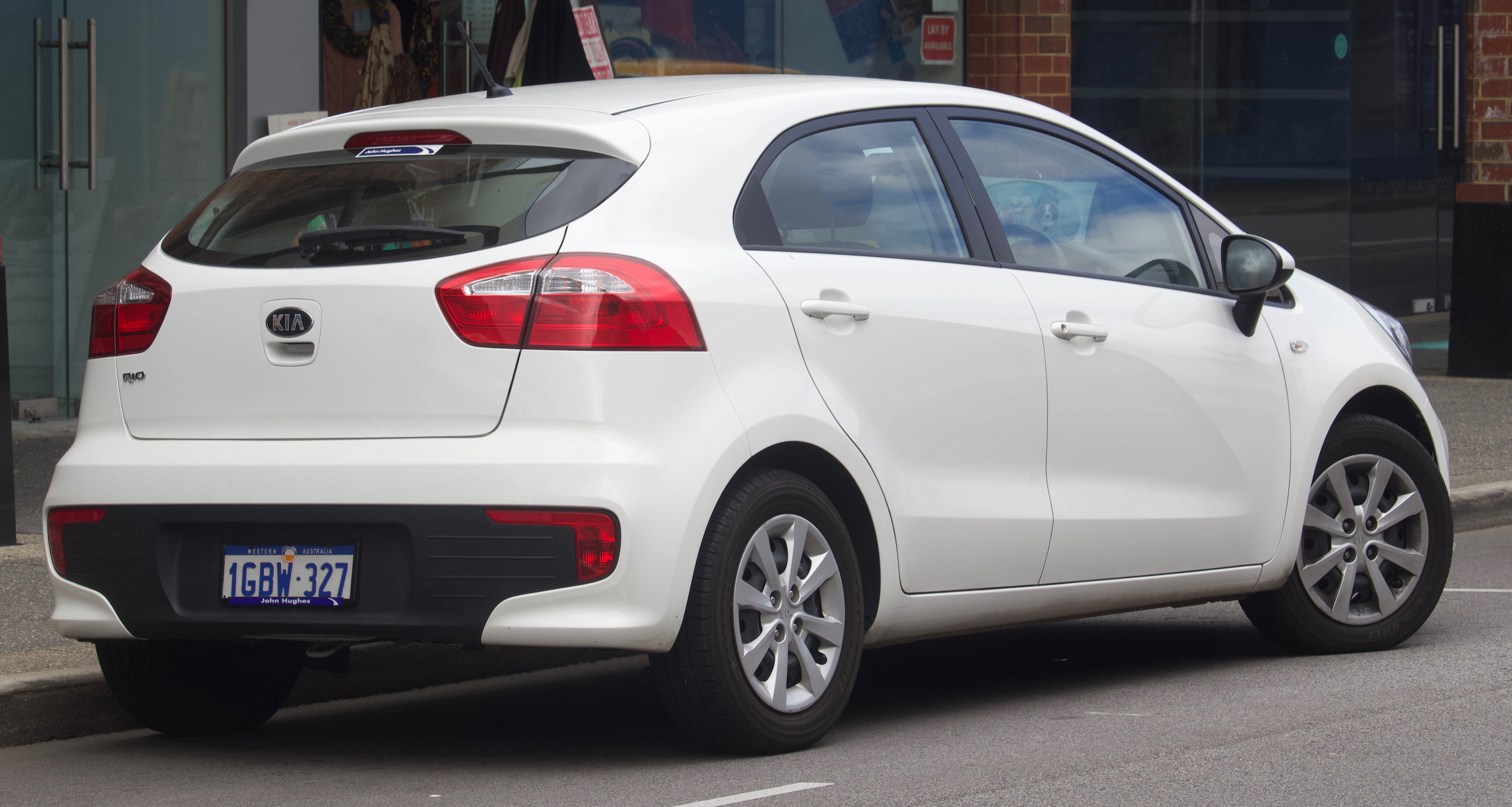
Kia Rio III – tył po liftingu

Kia Rio III została zaprezentowana po raz pierwszy w 2011 roku.
Trzecia generacja Rio powstała od podstaw według nowego, bardziej awangardowego języka stylistycznego Kii autorstwa Petera Schreyera. W efekcie, samochód zyskał duże, agresywnie stylizowane reflektory z umieszczoną pomiędzy nimi wąską atrapą chłodnicy. Linia nadwozia została zadarta ku górze, a masywne, dwuczęściowe lampy tylne zostały wysoko umieszczone tuż pod wąską szybą tylną.
Dzięki oparciu o nową platformę koncernu Hyundai, Kia Rio trzeciej generacji otrzymała szeroki rozstaw osi i przez to stała się znacznie przestronniejsza od poprzednika. W przeciwieństwie do awangardowego projektu nadwozia, deska rozdzielcza Rio III utrzymana została w bardziej klasycznej formule, charakteryzując się kanciastym układem konsoli centralnej. Producent zdecydował się wygospodarować miejsce na liczne schowki dla kierowcy i pasażerów.
Początkowo pojazd przedstawiono w postaci 5-drzwiowego, a także po raz pierwszy i ostatni 3-drzwiowego hatchbacka. Miesiąc po debiucie, w kwietniu 2011 roku podczas targów motoryzacyjnych w Nowym Jorku zaprezentowano również wersję sedan pojazdu. Wariant trójbryłowy trafił do sprzedaży także w wybranych krajach Europy Środkowej, włącznie z Polską.

### Lifting
We wrześniu 2014 roku Kia Rio trzeciej generacji przeszła restylizację nadwozia. Zmienił się głównie wygląd zderzaków, gdzie z przodu pojawiły się inaczej ukształtowane wloty powietrza, z kolei tylna część nadwozia zyskała charakterystyczną, czarną nakładkę. W kabinie pasażerskiej pojawił się z kolei m.in. większy, 7-calowy ekran systemu multimedialnego.

### Sprzedaż
Podobnie jak w przypadku poprzednika, trzecia generacja Kii Rio była sprzedawana na wewnętrznym rynku południowokoreańskim pod lokalnie dobrze rozpoznawalną nazwą Kia Pride zarówno jako 4-drzwiowy sedan, jak i 5-drzwiowy hatchback.

#### Wersje wyposażeniowe
- S
- M
- L
- XL
- Spirit
- EX
- EX Sport
- SE
- Si
- SLS
- SX

Podstawowa wersja wyposażenia M obejmuje m.in. 6 poduszek powietrznych, system ABS i ESC oraz VSM, elektryczne sterowanie szyb przednich, elektryczne sterowanie lusterek, komputer pokładowy, zamek centralny, a także radio CD/MP3 z wielofunkcyjną kierownicą, wyjściami AUX i USB oraz 4-głośnikami. Bogatsza wersja L oferuje dodatkowo możliwość podłączenia Bluetooth, podgrzewane lusterka zewnętrzne oraz klimatyzację manualną. Najbogatsza wersja XL dodatkowo oferuje światła do jazdy dziennej oraz tylne lampy wykonane w technologii LED, światła przeciwmgłowe z funkcją doświetlania zakrętów, klimatyzację automatyczną, czujnik deszczu, elektrycznie składane lusterka zewnętrzne, elektrycznie sterowane tylne szyby, a także skórzane dodatki wnętrza.
Opcjonalnie pojazd wyposażyć można m.in. w lakier metalizowany, czujniki parkowania, 16-calowe alufelgi, podgrzewane koło kierownicy i przednie fotele, czujniki cofania, Kia Safety System oraz nawigację satelitarną.

### Silniki
- R4 1.25l 85 KM
- R4 1.4l 109 KM
- R4 1.6l 125 KM
- R3 1.1l CRDi 75 KM
- R4 1.4l CRDi 90 KM

### Wersja rosyjsko-chińska

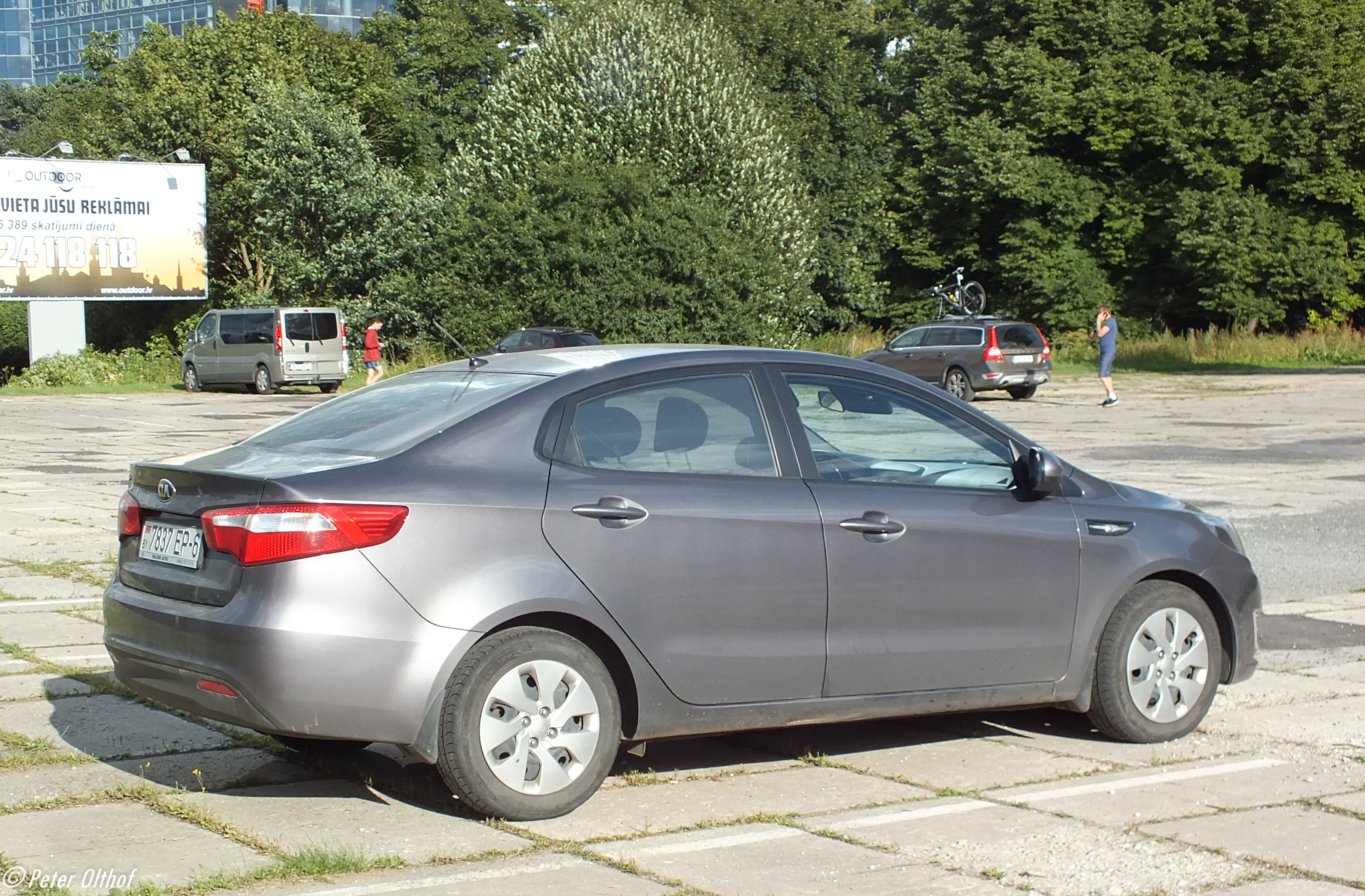
Kia Rio III – tył

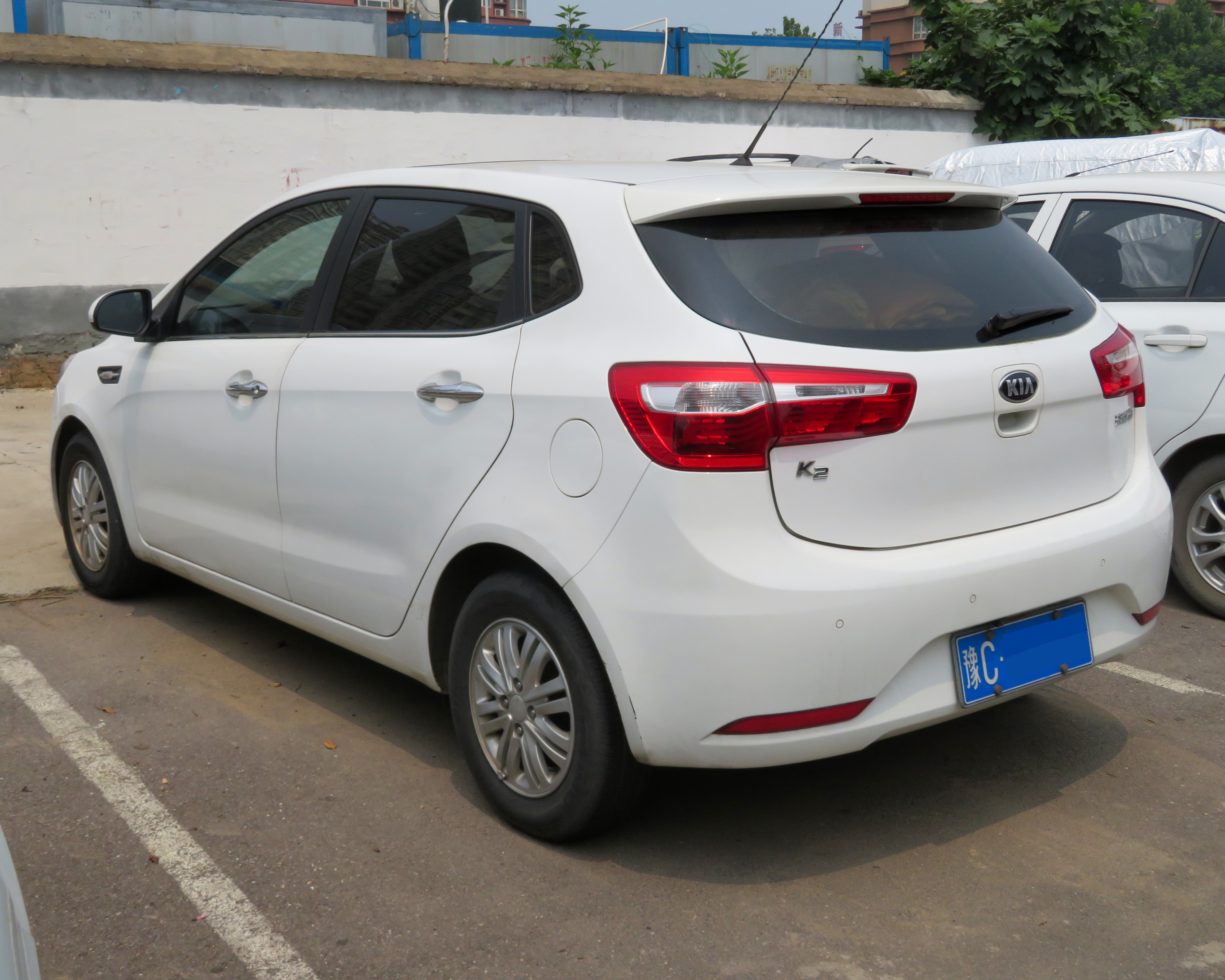
chińska Kia K2 Hatchback

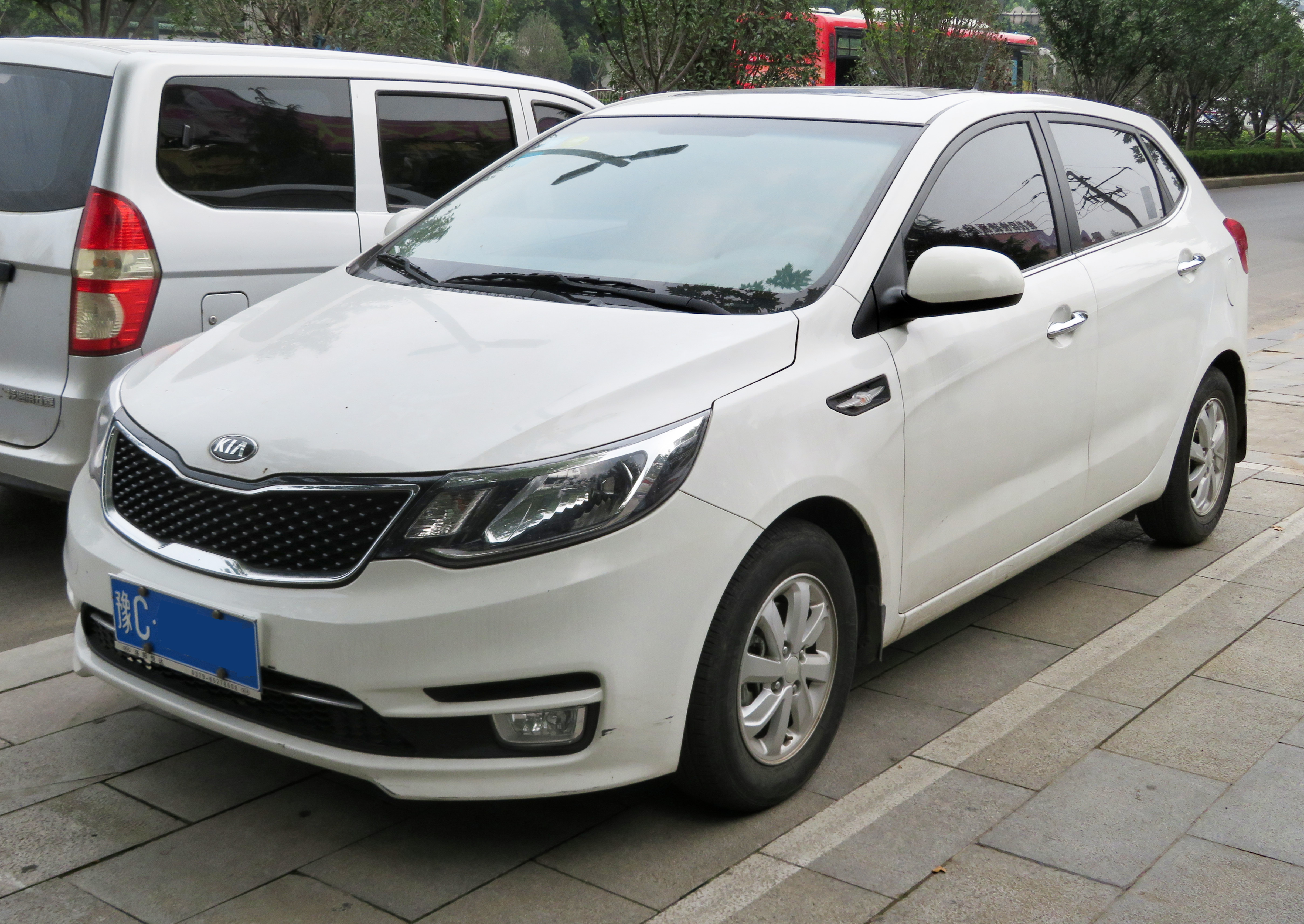
chińska Kia K2 Hatchback po liftingu

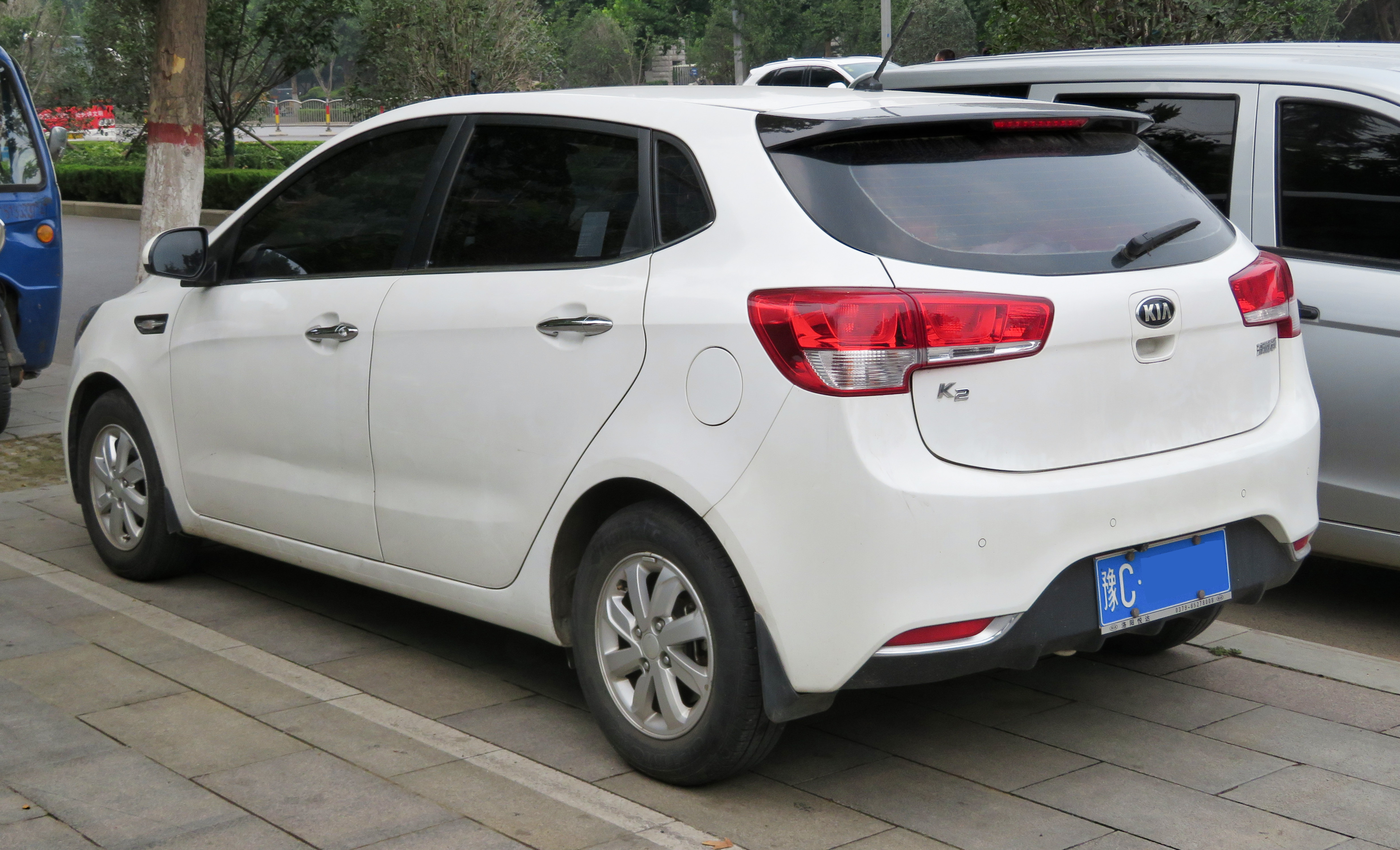
chińska Kia K2 Hatchback – tył po liftingu

Kia Rio III została zaprezentowana po raz pierwszy w 2011 roku.
Początkowo wyłącznie z myślą o rynku chińskim Kia zbudowała niewielkiego miejskiego sedana blisko spokrewnionego z tamtejszym wariantem Hyundaia Accenta o nazwie Verna. Samochód charakteryzował się innymi proporcjami nadwozia, które przyjęło wyższą i węższą formę, a także stylizację inspirowaną większym modelem Optima.
Do trójbryłowego wariantu, po 7 miesiącach ofertę modelu dołączył także 5-drzwiowy hatchback, którego premiera odbyła się podczas wystawy samochodowej w chińskim Kantonie. W międzyczasie, w sierpniu 2011 roku samochód oficjalnie zadebiutował także w Rosji jako nie mająca nic wspólnego z globalnym modelem o takiej nazwie, lokalna odmiana Kii Rio trzeciej generacji.
Zarówno z myślą o Rosji, jak i sąsiedniej Białorusi i Kazachstanie, produkcja pojazdu została uruchomiona w drugiej połowie 2011 roku w rosyjskich zakładach Hyundaia w Sankt Petersburgu razem z bliźniaczym Hyundaiem Solarisem. W 2012 roku ofertę uzupełnił identyczny z chińskim, 5-drzwiowy hatchback.

### Lifting
W kwietniu 2015 roku przeprowadzono restylizację pojazdu, w ramach której samochód otrzymał głównie zmiany w wyglądzie nadwozia. Pas przedni zyskał przeprojektowany zderzak oraz nowe wkłady reflektorów, z kolei tylne lampy otrzymały przeprojektowany układ żarówek zarówno w wersji 4-drzwiowej, jak i 5-drzwiowej.

### Sprzedaż
W czasie, gdy w Rosji, Kazachstanie i na Białorusi samochód oferowano jako lokalną odmianę Kii Rio, w Chinach pojazd nosił nazwę Kia K2. Stosowano ją zarówno wobec wariantu 5-drzwiowego, jak i trójbryłowego.

### Silniki
- R4 1.4l MPi
- R4 1.6l MPi

## Czwarta generacja

### Wersja globalna

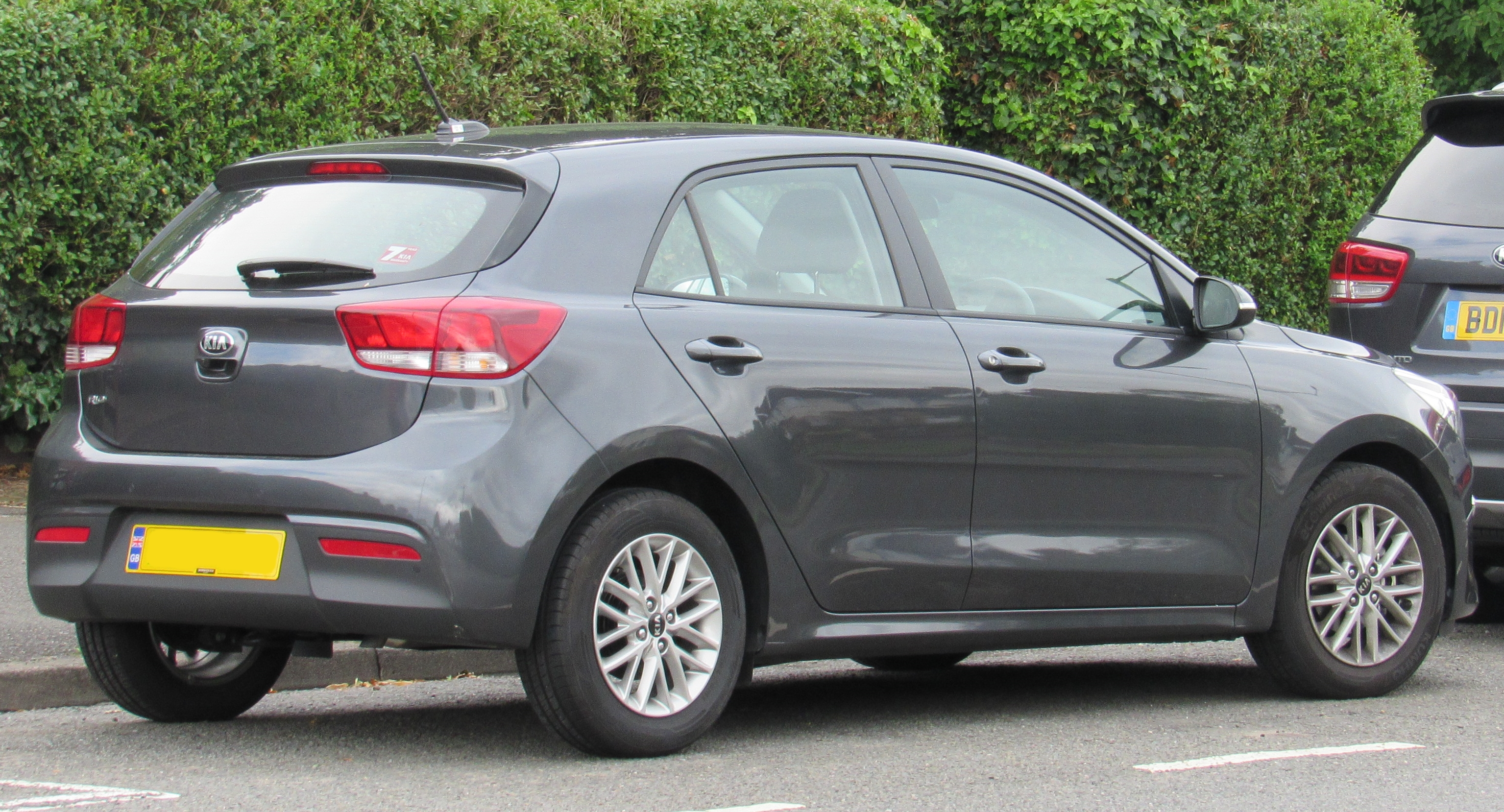
Kia Rio IV – tył

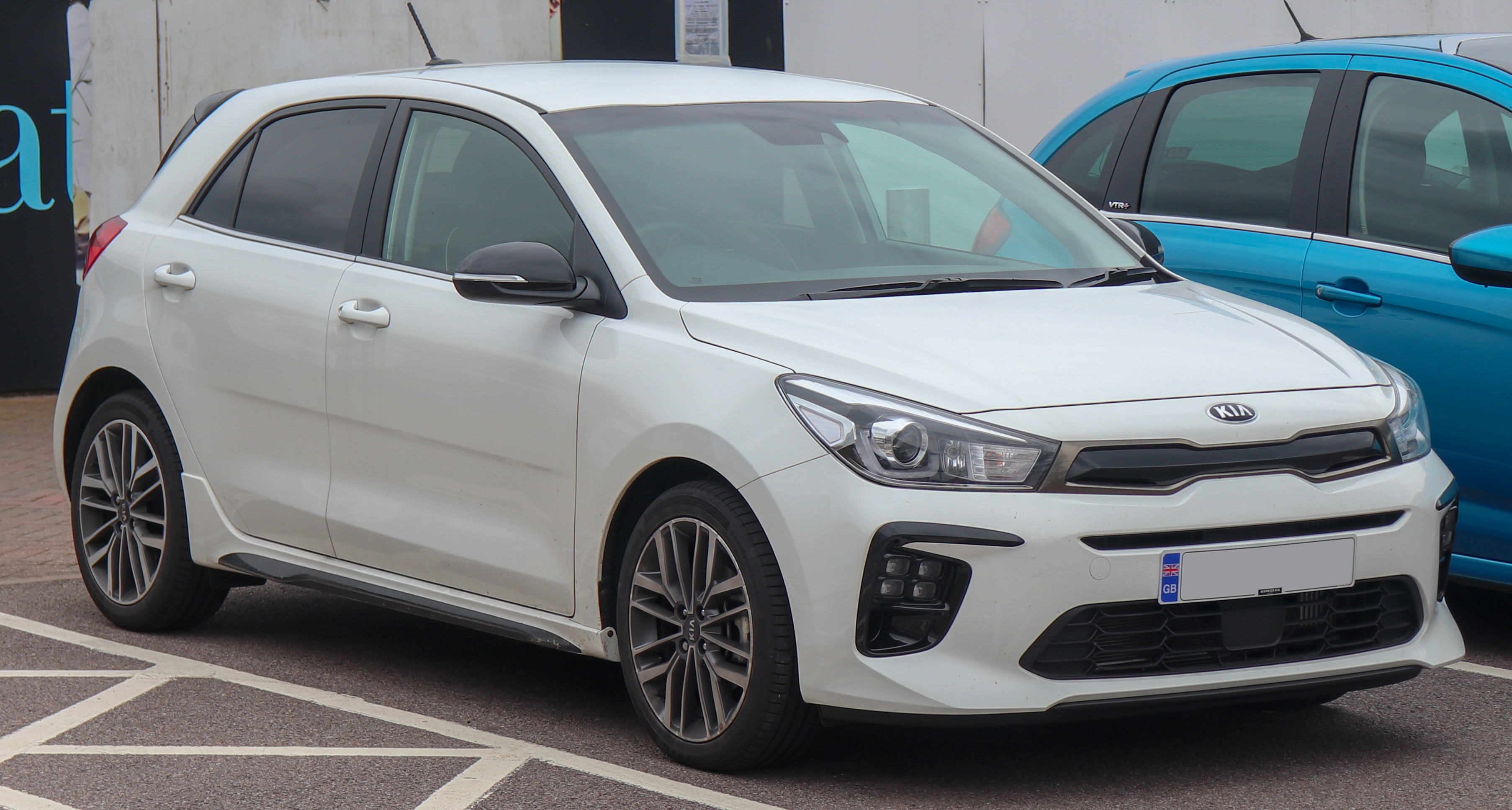
Kia Rio IV GT-Line

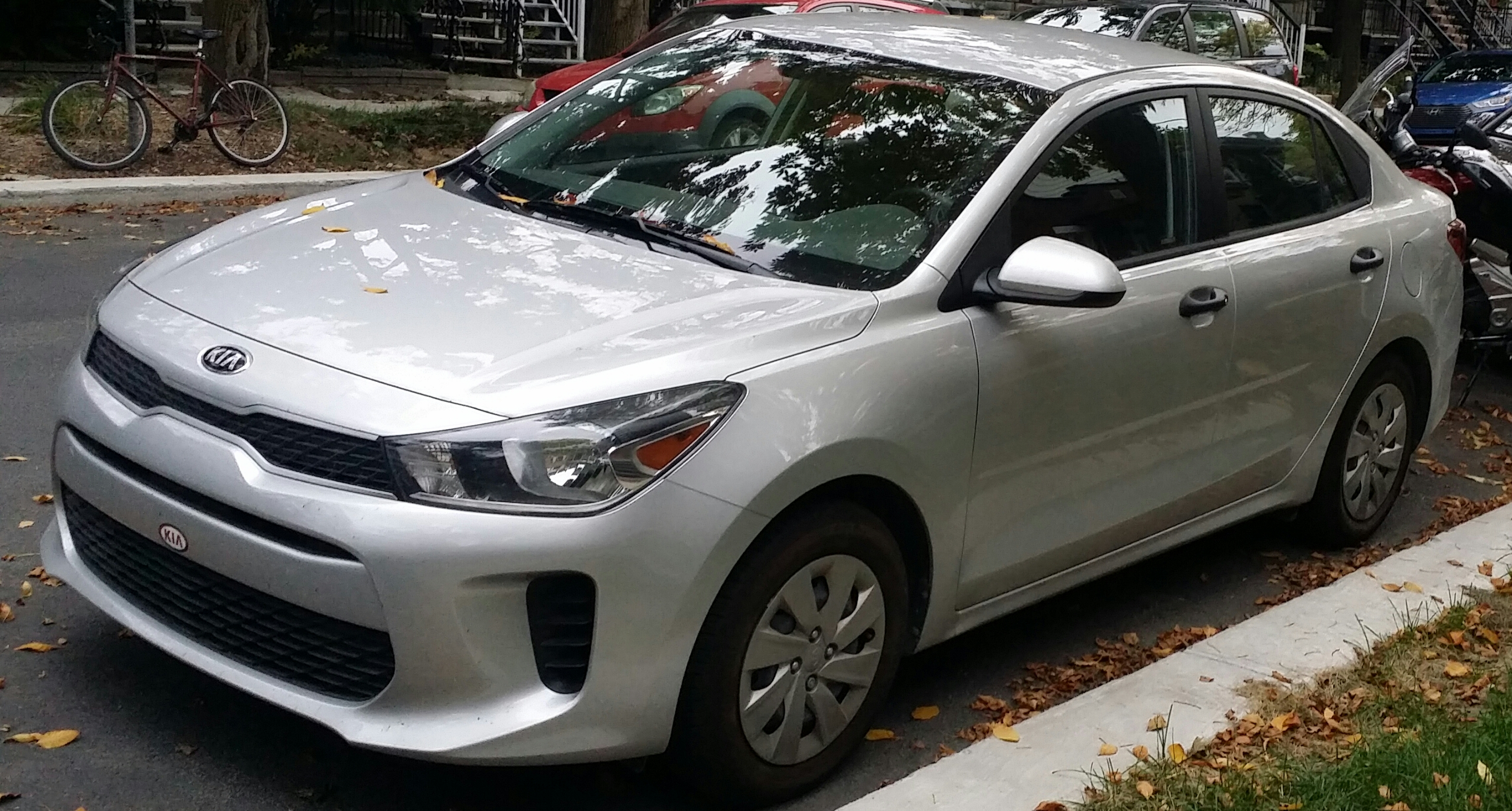
Kia Rio IV Sedan

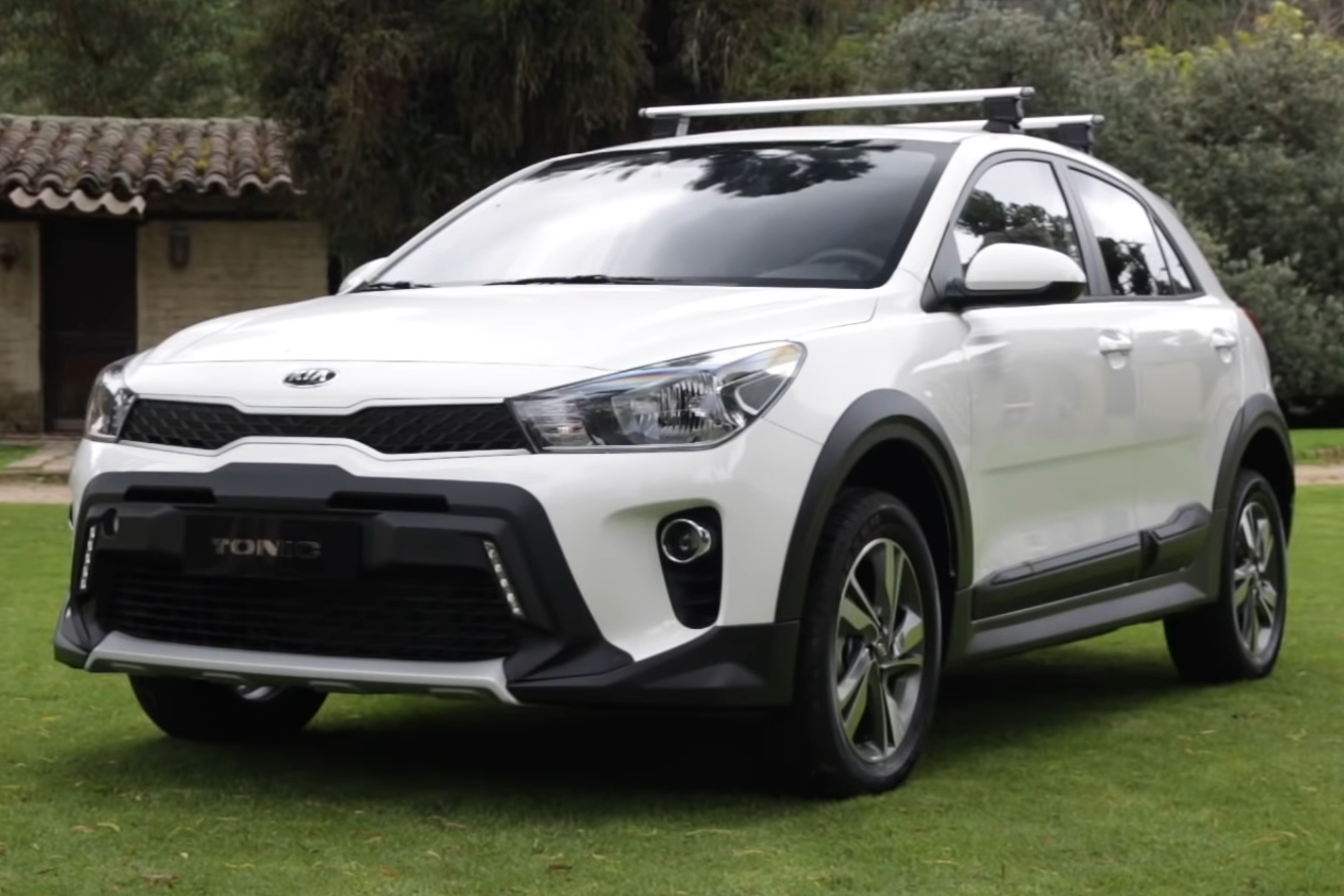
kolumbijska Kia Tonic

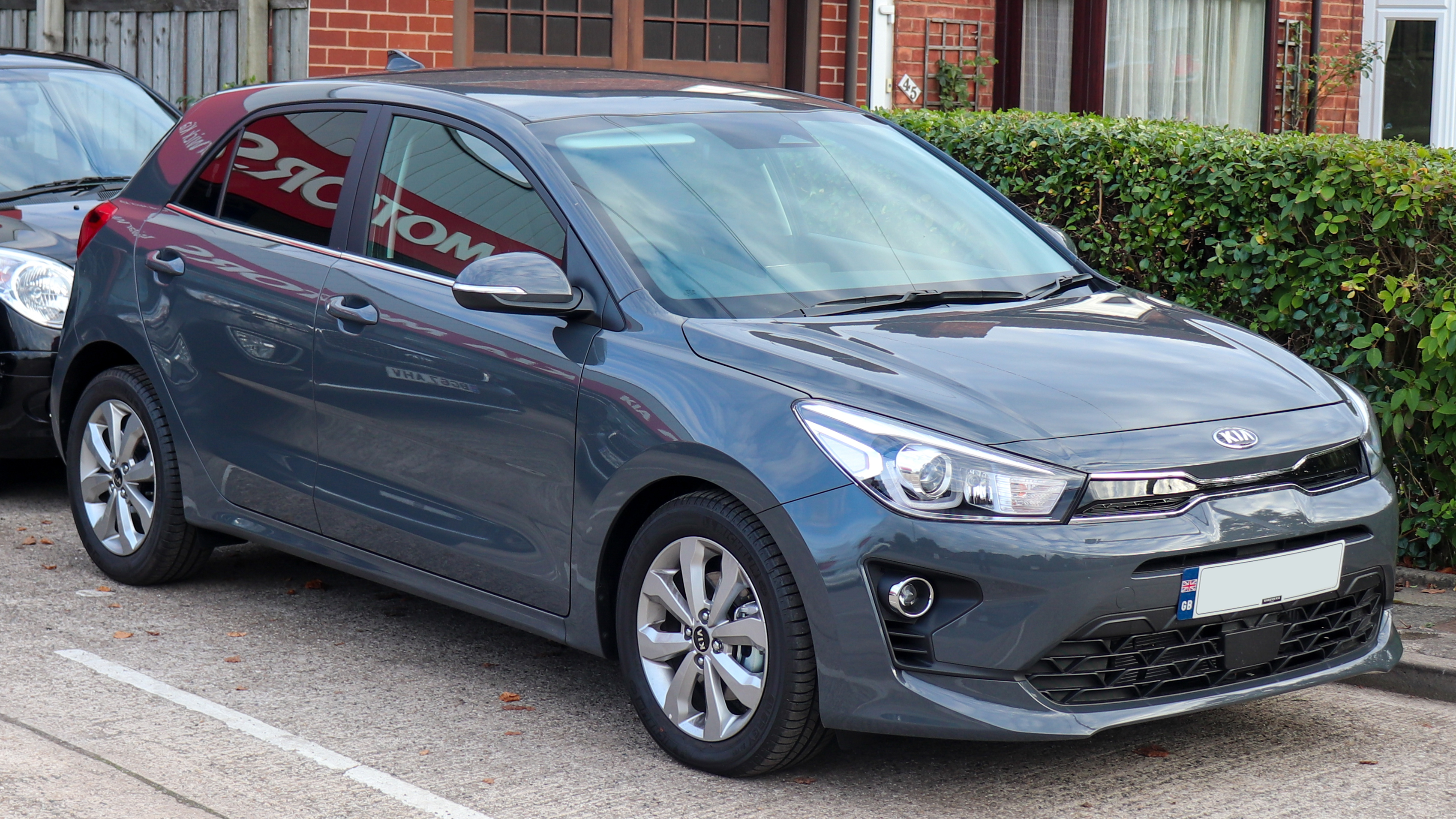
Kia Rio IV po liftingu

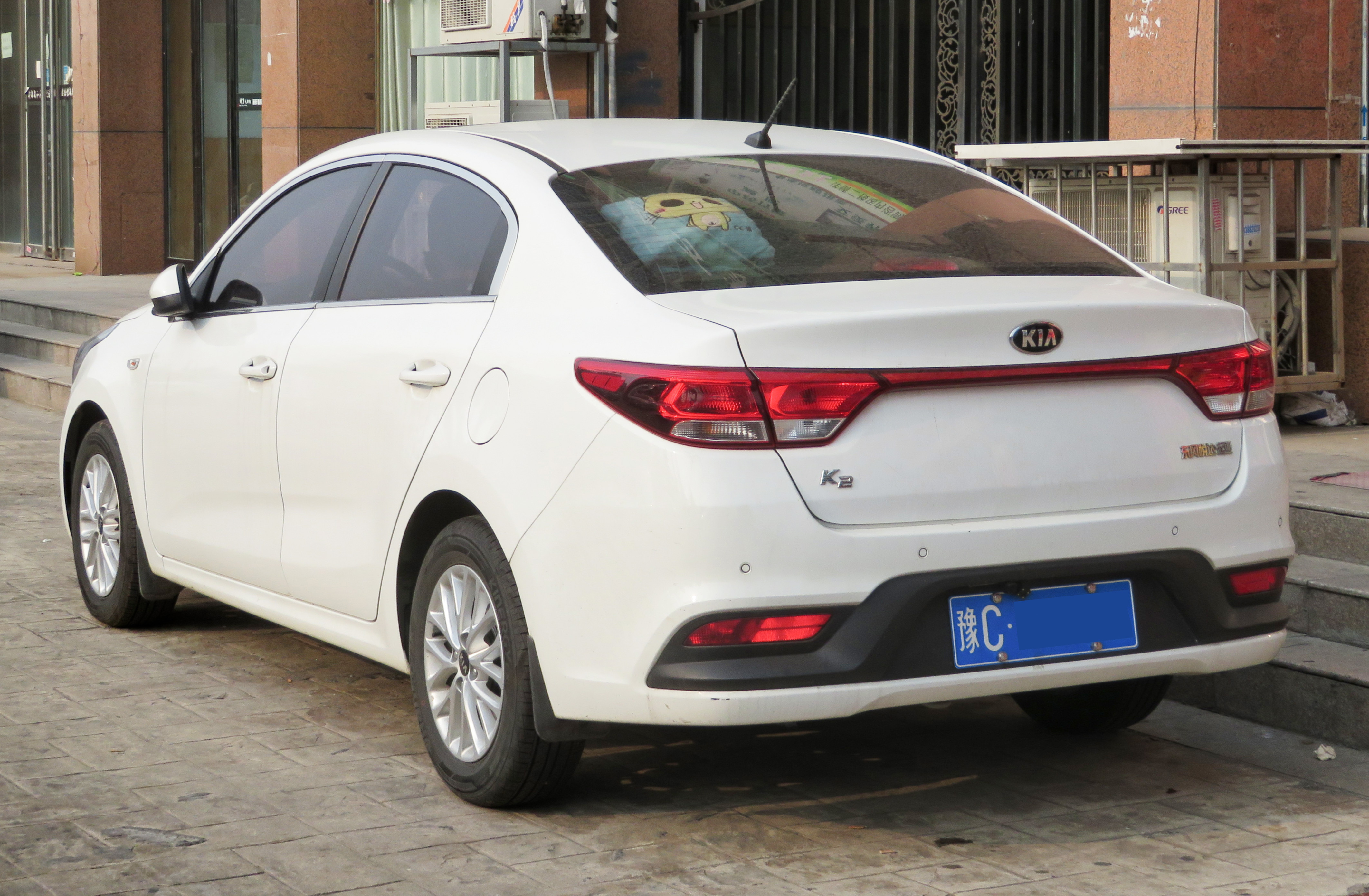
chińska Kia K2 – tył

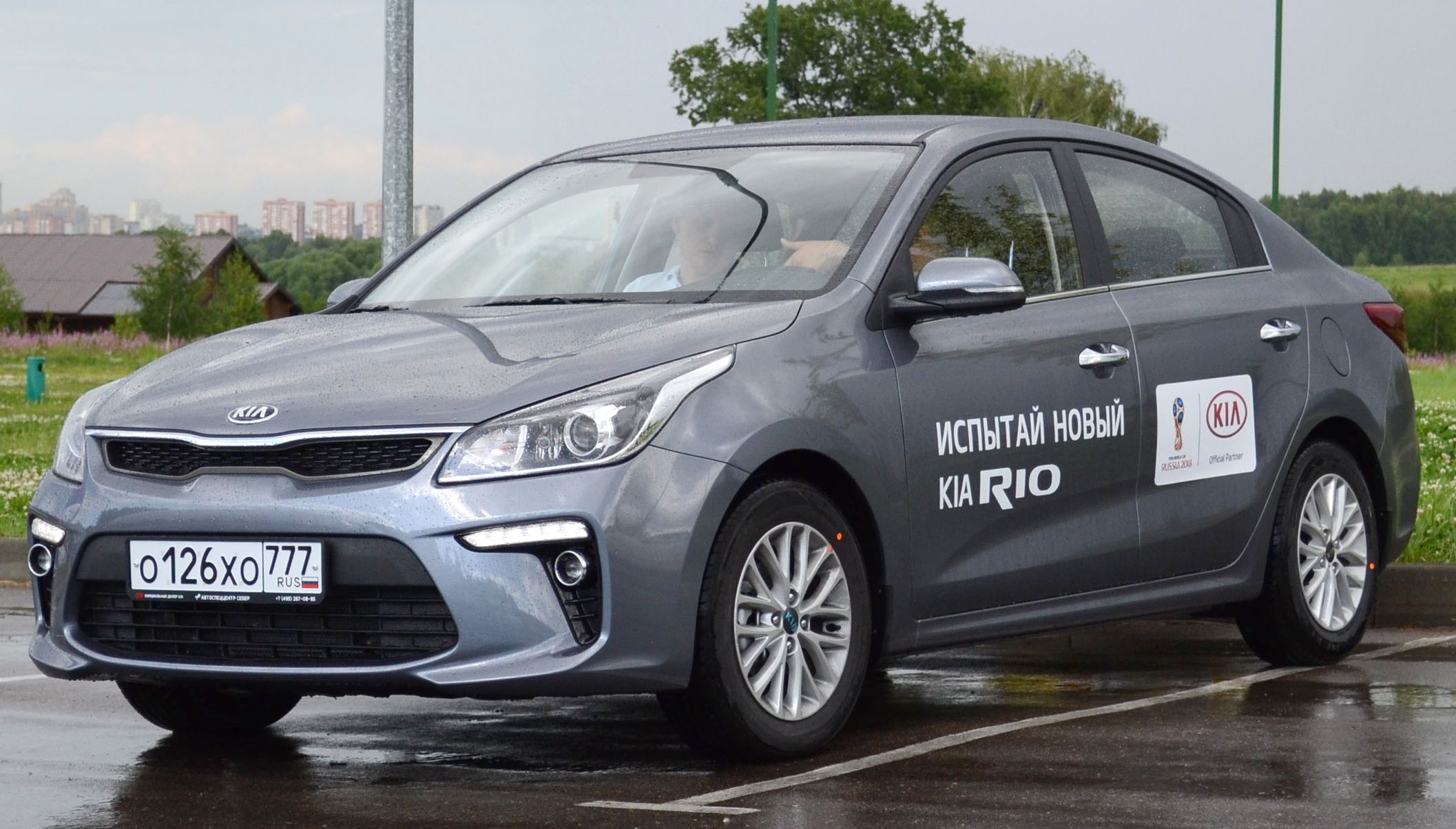
rosyjska Kia Rio IV

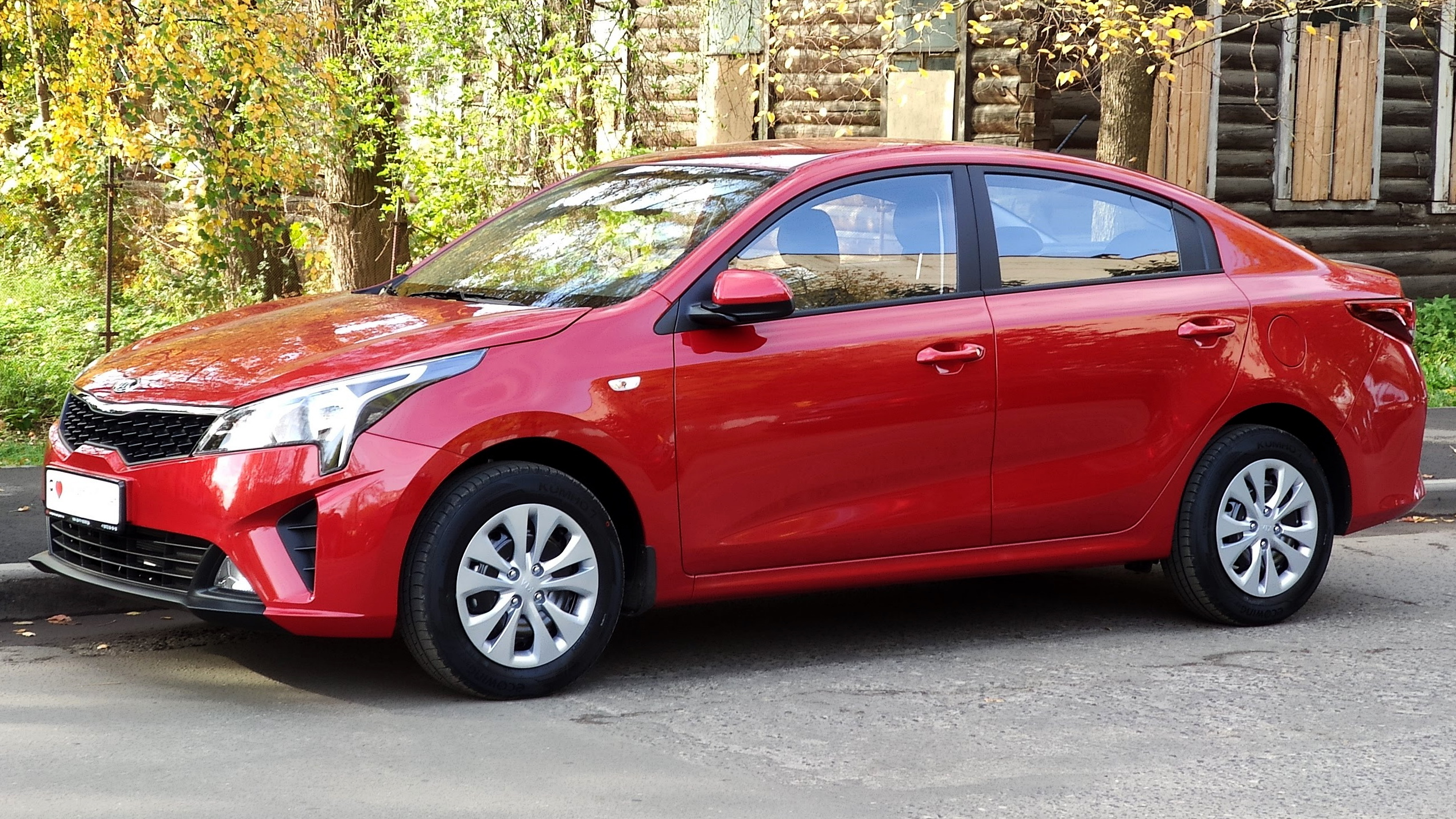
rosyjska Kia Rio IV po liftingu

Kia Rio IV została zaprezentowana po raz pierwszy w 2016 roku.
Czwarta generacja Rio przyjęła ewolucyjny zakres zmian w stosunku do poprzednika. Pojazd zyskał bardziej stonowane proporcje przy zachowaniu charakterystycznych cech designu marki jak duże, agresywnie stylizowane reflektory, wąski wlot powietrza z motywem tygrysiego nosa, a także dwuczęściowe lampy tylne umieszczone tuż pod szybą bagażnika. Za stylizację pojazdu odpowiadają europejskie, amerykańskie, a także południowokoreańskie centra projektowe. W stosunku do modelu trzeciej generacji, kolejne wcielenie Kii Rio stało się przestronniejsze za zasługą dłuższego oraz szerszego nadwozia, a także większego rozstawu osi. Deska rozdzielcza zyskała bardziej minimalistyczny projekt, z dużym ekranem umieszczonym między nawiewami. Zastosowano też lakier fortepianowy w topowych wariantach wyposażenia.
Po raz pierwszy od debiutu w 1999 roku, Kia Rio trafiła do sprzedaży w Europie tylko w jednym wariancie nadwoziowym jako 5-drzwiowy hatchback. W Ameryce Północnej oraz Ameryce Łacińskiej gamę z kolei ponownie uzupełnił 4-drzwiowy sedan, który zadebiutował rok po premierze Rio czwartej generacji we wrześniu 2017 roku.

### Tonic
Specjalnie z myślą o rynku kolumbijskim, we wrześniu 2018 roku przedstawiono stylizowany na crossovera wariant o nazwie Kia Tonic. Samochód charakteryzuje się nakładkami na zderzaki, progi i nadkola, a także podwyższonym o 18 centymetrów prześwitem.

### Lifting
W maju 2020 roku Kia Rio czwartej generacji przeszła restylizację. W jej ramach samochód zyskał przeprojektowany wzór przedniego zderzaka, atrapa chłodnicy została zwężona, a tylne lampy otrzymały nowy układ żarówek lub diod LED w topowych wariantach. W kabinie pasażerskiej pojawił się większy, 8-calowy ekran systemu multimedialnego, a także 4,2-calowy ekran komputera pokładowego między zegarami. W celu adaptacji do zaostrzających się norm emisji spalin na terenie Unii Europejskiej, w konfiguracji jednostek napędowych oferowanej na terenie tych państw pojawiły się tzw. układy mild-hybrid.

### Koniec produkcji i następca
Pod zmodernizowaną postacią czwarta generacja globalnej Kii Rio pozostała w produkcji przez kolejne 3 lata, kiedy to w 2023 roku ogłoszono zakończenie produkcji bez przewidzianego następcy na większości globalnych rynków zbytu jak Stany Zjednoczone, Europa, Australia czy RPA. Jednakże, Rio doczekała się kontynuacji w innym regionie świata. W sierpniu 2023 zadebiutowała zupełnie nowa, kolejna generacja modelu, lecz tym razem porzucająca stosowany od 24 lat emblemat na rzecz nowej nazwy – Kia K3. Samochód powstał z myślą o rynku meksykańskim, a także Ameryce Południowej, Azji Wschodniej i Bliskim Wschodzie.

#### Wersje wyposażeniowe
- M
- L
- XL
- GT Line
- EX
- LX
- S

Standardowe wyposażenie podstawowej wersji pojazdu obejmuje m.in. 6 poduszek powietrznych, system ABS i ESC oraz VSM, elektryczne sterowanie szyb przednich, podgrzewanie i elektryczne sterowanie lusterek, zamek centralny, klimatyzację, wielofunkcyjną kierownicę, komputer pokładowy oraz radio CD/MP3 z AUX i USB oraz Bluetooth.
W zależności od wybranej wersji wyposażeniowej, auto może być wyposażone dodatkowo m.in. w przednie światła oraz światła przeciwmgłowe typu projekcyjnego, światła do jazdy dziennej oraz tylne lampy wykonane w technologii LED, klimatyzację automatyczną z funkcją odparowywania szyby czołowej, 7-calowy ekran dotykowy, czujnik deszczu, lusterka zewnętrzne z kierunkowskazami LED z funkcją składania, podgrzewane koło kierownicy oraz przednie fotele, elektrycznie sterowane szyby tylne, tempomat oraz nawigację satelitarną.

### Silniki
- R3 1.0l T-GDI 100, 120 KM
- R4 1.2l 84 KM
- R4 1.4l 109 KM
- R4 1.6l MPI 125 KM
- R4 1.6l GDI 125 KM
- R4 1.4l TCi 90 KM

### Wersja rosyjsko-chińska
Kia Rio IV została zaprezentowana po raz pierwszy w 2016 roku.
Podobnie jak w przypadku poprzednika, z myślą o rynku chińskim zbudowano odrębny, spokrewniony z Hyundaiem Accentem miejski model, który w pierwszej kolejności trafił do sprzedaży na rynku chińskim. W stosunku do poprzednika, samochód przeszedł ewolucyjny zakres zmian, zyskując większe, bardziej agresywnie stylizowane reflektory, a także znacznie obszerniejszą atrapę chłodnicy. Ponadto, z tyłu pojawiło się charakterystyczne łączenie, a tablicę rejestracyjną przeniesiono na zderzak.
Na rynku rosyjskim, ponownie jako lokalny wariant Kii Rio, samochód zadebiutował rok po światowym debiucie w Chinach. Pod kątem wizualnym, samochód otrzymał inną stylizację przedniego zderzaka z wyeksponowanymi diodami LED do jazdy dziennej.

### KX Cross
W przeciwieństwie do poprzednika, kolejne wcielenie chińsko-rosyjskiego Rio nie trafiło do sprzedaży jako klasyczny hatchback, lecz podwyższony wariant w stylu crossovera. W Chinach otrzymał on nazwę KX Cross, z kolei w Rosji – Rio X-Line. Po restylizacji z 2020 roku skrócono ją z kolei do po prostu Rio X.

### Lifting
W sierpniu 2020 roku rosyjska Kia Rio przeszła obszerną restylizację. Pas przedni zyskał węższą atrapę chłodnicy z przemodelowaną strukturą, z kolei reflektory zyskały charakterystyczne łezkowate paski zintegrowanych diod LED i przemodelowany wzór reflektorów. Ponadto przemodelowano też zderzaki oraz układ tylnego oświetlenia.

### Sprzedaż
Wzorem poprzedniego wcielenia, samochód w Chinach oferowany był pod nazwą Kia K2. Z powodu malejącego popytu, podobnie jak pokrewna KX Cross, pojazd stopniowo wycofano z produkcji i oferty na terenie Chin, kontynuując ją odtąd już tylko w Rosji. W lutym 2021 roku rozpoczęto produkcję modelu w fabryce ZAZ w Zaporożu. Produkcja modelu zakończyła się w 2022 roku w związku z wycofaniem się Kii z Rosji po inwazji na Ukrainę. Nowy, rosyjski właściciel dawnej fabryki Hyundaia, wznowił produkcję Rio bez licencji pod własną, nową marką Solaris jako Solaris KRS.

### Silniki
- R4 1.4l Gamma
- R4 1.6l Kappa